# Geschiedenis van de opkomst van vorstendommen en steden in de Lage Landen
De Geschiedenis van de opkomst van steden en vorstendommen in de Lage Landen beschrijft de stedelijke en territoriale ontwikkelingen vanaf de 10e eeuw tot aan de consolidatie van de territoriale staten in de 15e eeuw.
Voor de Lage Landen was de vroege opkomst van steden met relatief hoge bevolkingsconcentratie kenmerkend. Daar ontwikkelden zich ook de kernen van handel en nijverheid die tot het ontstaan van een nieuwe categorie van 'vrijen' leidde. Die organiseerden zich in gilden en ambachten en namen daarmee een groeiende machtspositie in, zowel binnen de steden als daar rond.
Gelijklopend aan de stedelijke evolutie liep de ontwikkeling van seculiere en religieuze landsheerlijkheden tot territoriale hoofdgebieden, waarvan steeds machtiger vorsten het bestuur op zich namen. Het graafschap Vlaanderen was in deze hele ontwikkeling toonaangevend. Daar kwam ook voor het eerst het groeiend machtsconflict tot uiting tussen de door gilden geleide steden en de vorsten, dat in 1302 in de zogenaamde Guldensporenslag tegen de machtsdrang van de Franse koning een open conflict op het terrein werd.
De opkomst van de steden zorgde voor toename in rijkdom, maar ook voor verschuiving van de macht en versplintering. Pogingen tot centralisatie wisselden af in een evenwichtsspel met de lokale tendensen tot autonomie.
De culturele en materiële rijkdom, die reeds vroeg in de geschiedenis van Europa van de Lage Landen over het hele continent werd uitgedragen, droeg ertoe bij dat deze contreien als een samenhangende entiteit werden beschouwd, maar wekte tegelijk de politieke drang naar bezit en controle van deze gewesten, met regelmatig opstanden en oorlogen als gevolg.

## Ontwikkeling van territoriale hoofdgebieden en opkomst van de steden (10de-14de eeuw)

### Opkomst van seculiere landsheerlijkheden

Graafschap Vlaanderen.

Eind de negende eeuw viel het Karolingische rijk uiteen, het begin van de IJzeren eeuw. De politieke versnippering werd dermate groot dat de inwoners onvoldoende bescherming werd geboden, vooral tegen invallen van Vikingen en Magyaren. Ze zochten hun heil bij plaatselijke krijgsheren, met als gevolg dat het koninklijk gezag werd ondermijnd. De plaatselijke graven waren de beschermheren van kerk en volk. Daartoe hadden zij verdedigingswerken laten optrekken als burchten en wallen, en ridders opgeleid en ingehuurd. Hun band met het rijk werd losser en ze voegden een aantal pagi tezamen tot een territorium dat door de burchten verdedigd werd. Zo hadden de graven van Vlaanderen de pagi Flandrensis, Rodanensis, Gandensis, Curtracensis, Iserae, en Mempiscus onder de noemer van 'de Vlaanders' weten te verenigen. Het hele gebied werd door hen versterkt met nieuwe citadels en restauratie van oude Romeinse kampplaatsen. Vaak waren dat hoger gelegen ommuurde ruimten, waarbinnen zich de versterkte burcht, de kerk en het verblijf van de adellijke familie met eventueel nog wat dienstbaarheden bevond. Aan de voet van de citadel lag de plaatselijke nederzetting van waaruit de bevolking in geval van grote dreiging zich binnen de muren kon verschansen. Daar ontstonden de steden. Het hele landschap werd door hen aangepast. Venen en moerassen werden drooggelegd, bossen gerooid en woeste gronden ontgonnen, stukken van de zee werden ingepolderd. Er werden burchten en wallen gebouwd.
De daarop volgende stabiliteit had een neiging tot expansie en groei tot gevolg. Het land was toen nog overdekt met dichte groepen vrijgoederen, die de hoge adel toebehoorden, en leengoederen, waar deze de opbrengst van genoot. Tussen de 10de en de 14de eeuw had een territorialisering van wereldlijke en geestelijke landsheerlijkheden uit die onoverzichtelijke lappendeken van kleine Graafschappen plaats, hetgeen erop neerkwam dat een aantal feodale heren zijn gebied en gezag ten koste van dat van de buren wist uit te breiden. Overal bemachtigden de graven tevens voogdij over kerkgoederen en clerici.
Begin de 10e eeuw hadden de invasies van Europa door Vikingen, Moren en Magyaren geleid tot territoriale veroveringen. De Noormannen hadden het Hertogdom Normandië afgedwongen, de Fatimiden hadden Sicilië veroverd en de Hongaren hadden een eigen vorstendom in Oost-Europa.
Na de dood van Lodewijk IV van Frankrijk (954) en de overwinning op de Magyaren (955) was Otto de Grote de machtigste heerser in West- en Centraal-Europa. Hij schafte het erfopvolgingsprincipe van de Salische wet af en voerde het rijkskerkenstelsel in. Dit voorkwam de verdere opsplitsing van Europa en de terugkeer naar de centrale macht. Op 2 februari 962 liet hij zich in Rome, naar voorbeeld van Karel de Grote, door de paus tot keizer kronen, het begin van het Heilige Roomse Rijk.

#### Neder-Lotharingen
In de regio ten oosten van de Schelde, waaronder Brabant en Gelderland, werd de ontwikkeling van ‘domini terrae’ (letterlijk: 'landsheren') of ‘principes’ iets later ingezet, maar ze week er niet echt af van die in Vlaanderen en Holland. Wel poogden de Duitse koningen van de Saksische en Salische dynastie de ook daar alsmaar sterker wordende seculiere landsheerlijkheden hun gezag op te leggen door het benoemen van hertogen. In Lotharingen kreeg Bruno, aartsbisschop van Keulen en broer van Otto I (936–973), de titel van hertog. Hij splitste het gebied toen op in Opper- en Neder-Lotharingen. De graven van Leuven en van Limburg werden vervolgens hertogen van Neder-Lotharingen, dat door de eersten Brabant werd genoemd, terwijl de laatsten zich hertogen van Limburg noemden. In Lotharingen was de Duitse keizer een stuk machtiger doordat hij met het rijkskerkenstelsel bisschoppen met wereldlijke macht bedeelde en daarmee dynastievorming tegenging.

#### Graafschap Vlaanderen
In de Vlaamse gouwen speelden al vroeg een aantal factoren die er samen toe hadden geleid dat het graafschap toonaangevend werd op staatkundig, economisch en uiteindelijk ook artistiek gebied, zoals de Vlaamse en later Brabantse en flamboyante gotiek. Op kunstgebied zijn werken uit deze perioden als de legende van Sint Servaes van Hendrik van Veldeken, Reinaert de Vos, Beatrijs, Halewyn, mijlpalen in de literaire geschiedenis van de Lage Landen.
Op geopolitiek vlak hadden de graven met de aanvankelijke aanwinst van land door drooglegging van moerassen, ontginning van woest gebied, en toevoeging van land vanuit zee in de kuststreek door inpoldering, hun grondbezit en hun inkomen aanzienlijk vermeerderd. Spoedig had het graafschap zich ook naar het zuiden uitgebreid over Artesië, toen in de 10e en 11e eeuw de graven van Vlaanderen van de nog eerder zwakke aandacht van de koningen van de Capetingense dynastie, die in feite hun opperleenheer waren, gebruik maakten.

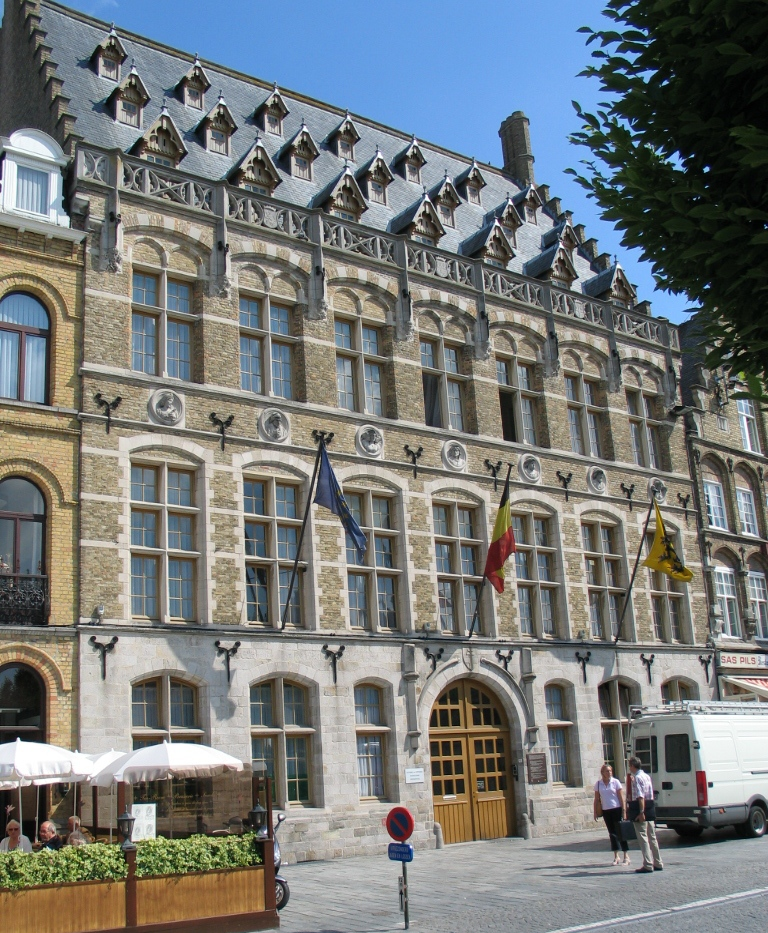
Het kasselrijgebouw van Ieper.

Ze voerden een nieuwe gerationaliseerde bestuursvorm in, de curia comitis (grafelijke raad), gebaseerd op centraliserende beambten, burggraven of castellani genoemd die het beheer, inclusief de militaire macht, over hele districten genaamd kasselrijen mochten voeren. Wel betekende de adel nog een geduchte macht waar voortdurend rekening mee moest worden gehouden, maar graven als Robert I en zijn opvolgers wisten deze handig tegen die van de opkomende steden (Brugge, Gent, Ieper, Kortrijk en Kassel) uit te spelen.

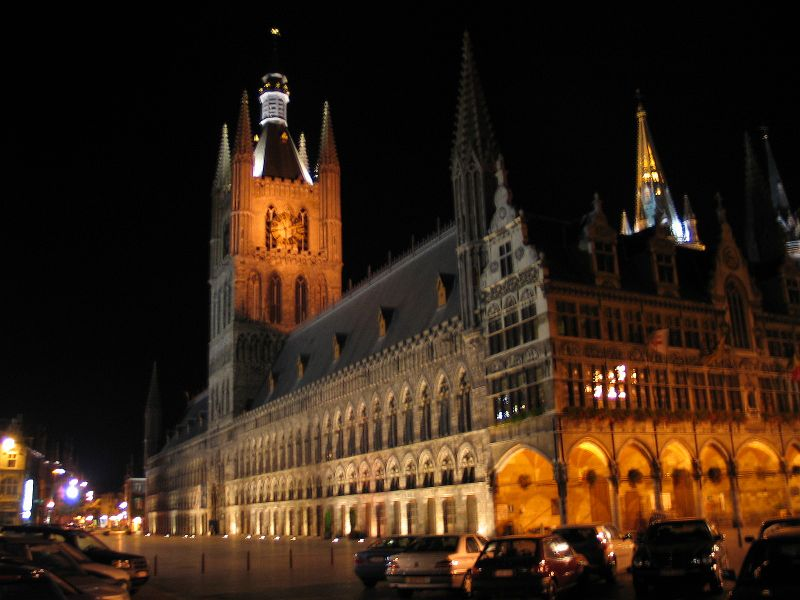
Lakenhal in Ieper, een halve ha groot, een van Europa's grootste burgerlijke gebouwen in gotische stijl (foto 11 okt 2004) waar de producten te koop werden aangeboden

Met de inpoldering van nieuw land vermeerderde het aantal kudden, vooral van schapen en geiten. Dit leverde wol in overvloed en door de aanwas van de bevolking in deze gunstige tijd zochten velen noodgedwongen een bestaan in de wolweverij. Behalve zoutwinning en visserij beschikte het graafschap nu ook over een belangrijke nijverheidstak, de lakenindustrie. Deze was in de 11e eeuw al zo bloeiend dat grooteigenaars van omliggende streken wolvachten naar de jaarmarkten stuurden, bestemd voor Vlaanderen. Spoedig zouden ook de vissersboten wol uit koninkrijk Engeland aanvoeren. Daaruit werd het vermaarde en overal in Europa begeerde Vlaamse laken geweven, dat tot in Italië een ruime afzet vond, maar ook aan de kust van West-Francië, in de noordelijke Lage Landen en het Rijngebied, en rond de Oostzee. Door als eerste over deze grote exportindustrie te kunnen beschikken had Vlaanderen een hoge graad van verfijning en diversificatie in de lakenindustrie bereikt, met als hoofdcentra Gent en Ieper, waar het ganse productieproces tot het eindproduct van verschillende geweven en gekleurde stoffen werd doorlopen. De belforten en lakenhallen die in de opkomende steden werden gebouwd getuigen van omvang en belang van deze industrie. En toen zij voor een groot deel van de Engelse wolleveringen ging afhangen, kon een baisse in deze toevoer ernstige sociale en politieke onrust veroorzaken.

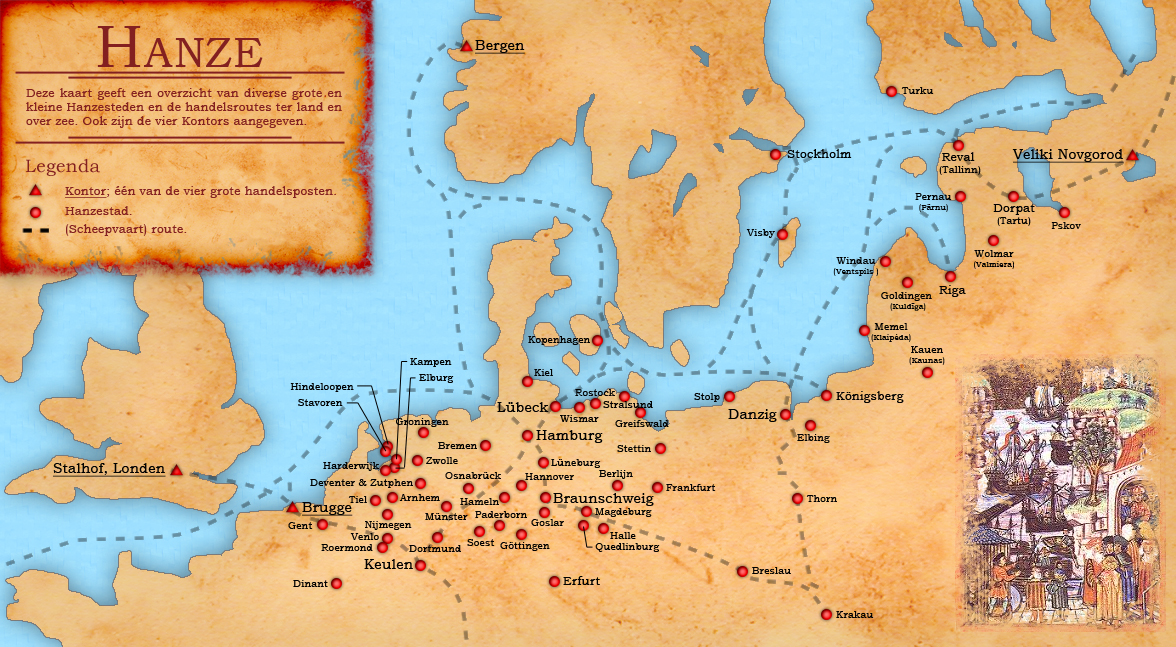
Hanzesteden en handelsroutes

Voor het nodige transport maakte de regio van Vlaanderen en Artesië gebruik van de nabije Noordzee en het Scheldebekken. Het Maasbekken gaf hierop verdere aansluiting voor vervoer van en naar het oosten. Naast lakens behoorden ook wijn en specerijen tot de voornaamste handelswaren. Steden als Atrecht, Sint-Omaars, Dowaai, Rijsel, Doornik, Ieper, Gent en Brugge groeiden snel en richtten jaarmarkten in, waar vanuit gans Europa kopers op afkwamen. Van daar was er aansluiting op de jaarmarkten in het graafschap Champagne, die naar Italië doorleverden. Uit notariële registers van Milaan en Genua (bijgehouden vanaf ca. 1200) blijken transacties van Vlaamse kooplieden omtrent verschillende soorten Vlaamse weefstoffen. In Denemarken, Pruisen en Rusland aangetroffen munten van Arnold II en van Boudewijn IV tonen aan dat Vlaanderen aan het eind van de 10e eeuw met de Arabische kooplieden van de Oostzee in betrekking stond.
Ook wollen Vlaamse wandtapijten van soms kolossale afmetingen waren internationaal zeer in trek voor aankleding van de kille muren in kastelen. De afgebeelde taferelen, gebaseerd op mythologie, de religie, landschappen en historische gebeurtenissen, bereikten een hoge graad van kunstzinnigheid, die in de schilderkunst zou worden voortgezet.

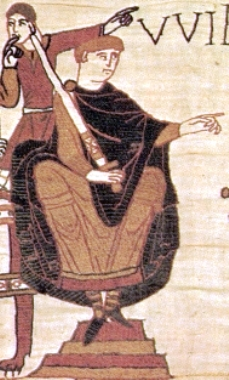
Willem I afgebeeld op het tapijt van Bayeux

De politieke invloed van Vlaanderen op de buurlanden en op Europa was groot. Graafschap Vlaanderen was op zijn hoogtepunt groter in omvang dan het privébezit van de Franse koning en speelde een belangrijke rol bij de politieke strijd rond de Franse kroon. In 1066 was het ook graaf Boudewijn V van Vlaanderen die bij machte bleek de hertog van Normandië, zijn schoonzoon Willem de Veroveraar, een expeditie naar Engeland te laten uitvoeren. En toen de machtige gerespecteerde graaf Karel de Goede (r. 1119-1127) in Brugge vermoord werd zonder kinderen na te laten, veroorzaakte dat in Vlaanderen een crisis, waar niet alleen de adel en de steden in betrokken raakten, maar ook de Franse koning.
Dirk van den Elzas en zijn opvolgers waren ook in zowat alle gebeurtenissen op de rechteroever van de Schelde betrokken. De Vlaamse graven lieten zich niet alleen met Brabant en graafschap Henegouwen in, maar ook met Holland. In de 13e eeuw reikte hun invloed tot Gelre, het Naamse en vorstendom Luik. Als rijksvorsten en tegelijk vazallen van de koning van Frankrijk, namen de Vlaamse graven een bevoorrechte positie in en langzamerhand zorgde hun politiek voor nauwere en sterkere banden tussen de oostelijke en westelijke statendelen, die sedert het verdrag van Verdun de Lage Landen hadden verdeeld. Door hun toedoen waren aldus Pirenne de gouwen toen ze aan weerskanten van de Schelde door eenzelfde economische bedrijvigheid verenigd waren, ook staatkundig niet meer vreemd voor elkaar. De kleine leenroerige staten van het gebied dat zich van de Ardennen tot de Noordzee uitstrekte, kregen daardoor een gemeenschappelijke geschiedenis.
Koning Filips de Schone trachtte zijn kroondomein uit te breiden over het rijke Vlaanderen. De toenmalige graaf van Vlaanderen Gwijde van Dampierre lag op dat moment in conflict met de steden, die steeds grotere autonomie opeisten, waardoor de strijd tussen patriciaat en het gemeen, later respectievelijk Leliaarts en Klauwaarts, daar hevig oplaaide. Toen koning Filips in conflict geraakte met Engeland, verzetten de Vlaamse steden, die voor de aanvoer van hun wol afhankelijk waren van Engeland, tegen de Franse koning. Graaf Gwijde van Dampierre schaarde zich aan hun kant door in 1297 zijn leenheerschap bij de Franse koning op te zeggen. Vervolgens bezette Filips een groot deel van het graafschap, tot in 1300 onderhandelingen een bestand opleverden. Door het machtsvertoon van Filips was er nu in de Vlaamse steden uitgesproken verzet tegen de Frans koning gerezen van de ambachtslieden en een deel van de lagere adel, de Vlaamsgezinde Klauwaarts.

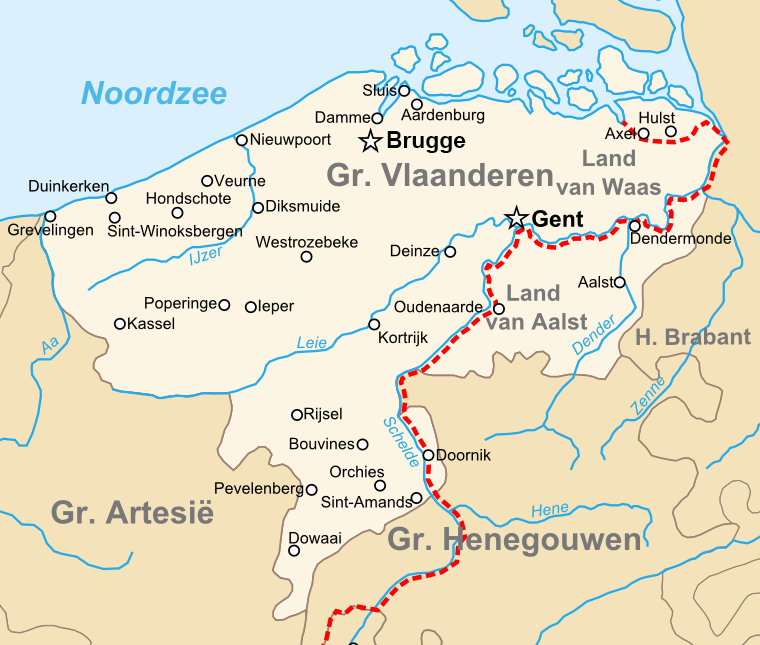
Topografische kaart van het graafschap Vlaanderen aan het einde van de 14e eeuw met de grens van het Heilige Roomse Rijk in het rood. (Rijks-Vlaanderen lag ten oosten van deze grens).

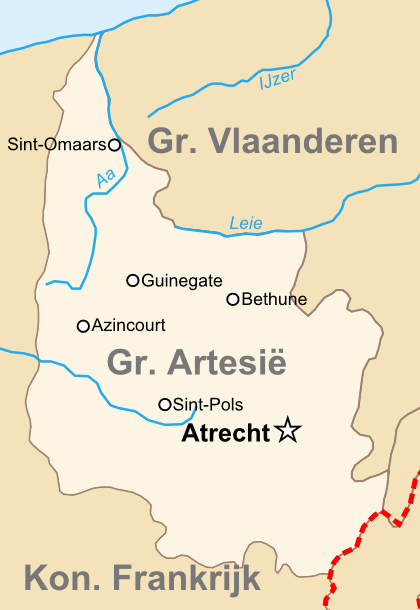
Topografische kaart van Graafschap Artesië late 14e eeuw.

Tussen 1300 en 1302 ging Filips uiteindelijk over tot volledige bezetting van Vlaanderen. Het graafschap werd bezet door Franse koning en Gwijde en zijn zoon Robrecht van Béthune gevangengenomen. Filips plaatste Vlaanderen toen onder het gezag van Jacques de Châtillon als zijn landvoogd, en begon in de steden 'blijde intredes' te doen. Dit stuitte op nog meer verzet van de Klauwaarts, die hun privileges zagen slinken. In 1301 en 1302 braken in verschillende steden opstanden uit, onder andere in Brugge met Pieter de Coninck als gangmaker. Paus Bonifatius VIII, eveneens in conflict met de Franse koning, betuigde zijn steun aan Vlaanderen in de bul Ausculta fili. De opstand kwam onder leiding van Jan van Namen, Gwijde van Vlaanderen en Willem van Gulik. Toen de opstand in Brugge door de Châtillon werd neergeslagen, reageerden op 18 mei 1302 de opstandelingen met de Brugse Metten. Op 11 juli 1302 kwam het daarop tot een gewapend treffen nabij Kortrijk tussen een Frans ridderleger en de Vlaamse ambachtsmilities onder leiding van Willem van Gulik, de Guldensporenslag, die gewonnen werd door de Vlaamse milities.
In augustus 1304 vond een nieuw treffen plaats in de Slag bij Zierikzee, dit keer met een overwinning voor Filips. In de slag bij Pevelenberg eindigde de strijd aanvankelijk onbeslist, maar eisten de Fransen vanwege de terugtrekking van de Vlamingen alsnog de overwinning op. Oorlogsmoe ondertekenden de strijdende partijen in 1305 uiteindelijk het verdrag van Athis-sur-Orge. De inlijving van het graafschap werd weer ongedaan gemaakt, Robrecht van Béthune werd op de troon geplaatst, en de stedelijke privileges herbevestigd. Filips haalde echter genoegdoening door Vlaanderen een enorme boete op te leggen omwille van de opstandigheid, en heel Franssprekend Vlaanderen (Rijsel, Dowaai en Orchies) werd geannexeerd als borg voor het nakomen van gehoorzaamheid aan de koning. Toen in 1328 de Opstand van de Kerels werd neergeslagen, verloren Brugge en Ieper hun stadskeure.
Aan het begin van de Honderdjarige Oorlog koos de Vlaamse graaf, Lodewijk II van Nevers, de zijde van Frankrijk, maar wist Jacob van Artevelde de Gentse volksvergadering tot neutraliteit tegenover Engeland en Frankrijk, en een handelsverdrag met Engeland te bewegen, waar ook Brugge en Ieper zich bij aansloten, zodat de graaf bakzeil moest halen. Op basis van handelsverdragen tussen Vlaanderen en Brabant uit 1299 en 1300 waren Vlaanderen, Brabant en ook Holland-Zeeland-Henegouwen een militair akkoord aangegaan in 1336, waarna in 1339 de grenzen voor vrijhandel opengesteld werden. Het jaar daarop verbond zich Edward III ertoe de wolstapel voor vijftien jaar naar Brugge te brengen en had 140.000 pond veil om Waals-Vlaanderen, Artesië, Doornik en het Doornikse weer bij Vlaanderen aan te hechten.

#### Henegouwen en Namen

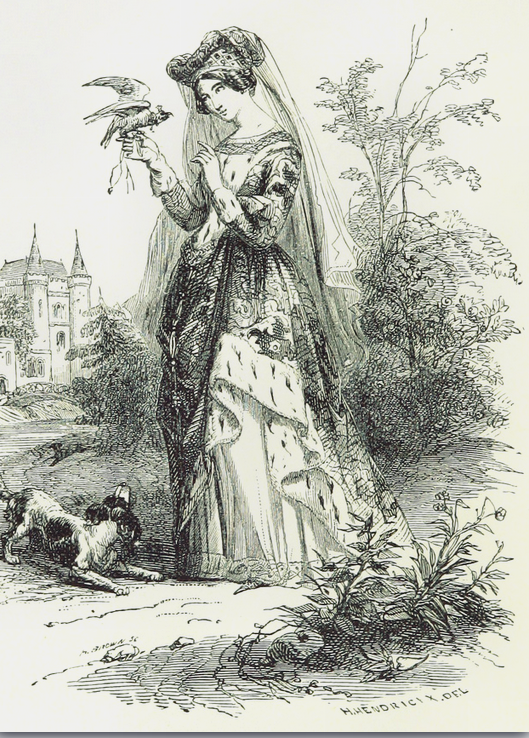
Keizerin Johanna van Constantinopel

Boudewijn VI van Vlaanderen trouwde in 1051 met grondlegster van graafschap Henegouwen Richilde van Henegouwen en vormde zodoende na de dood van zijn vader een personele unie tussen Vlaanderen en Henegouwen. Hun zonen Arnulf III van Vlaanderen en Boudewijn II van Henegouwen werden verdreven door hun oom Robrecht I de Fries uit Vlaanderen.
Door het huwelijk van graaf Boudewijn de Moedige met Margaretha van de Elzas in 1169 vormde het graafschap Henegouwen van 1191 opnieuw een eenheid met graafschap Vlaanderen tot de kinderloze hertogin Johanna van Constantinopel in 1244 overleed en haar zuster Margaretha het bewind overnam. Toen barstte een Vlaams-Henegouwse successieoorlog uit tussen de kinderen uit beide vorige huwelijken van Margaretha, de Avesnes en de Dampierres. In 1263 had Gwijde van Dampierre reeds het graafschap Namen aangekocht, dat daardoor bij Vlaanderen hoorde. Lodewijk IX kende in 1278 Henegouwen toe aan Jan van Avesnes en wees Vlaanderen verder als erfgebied voor het geslacht Dampierre aan. Daardoor werden beide graafschappen gescheiden.

#### Friesland en Holland
In het noordelijk kustgebied had Vikingaanvoerder Gerulf rond 885 al rechten over een aantal graafschappen verworven tussen Maas en Vlie (Masalant, Kinnem, Texla, Westflinge, evenals een district onder de naam Circa oras Rheni: 'weerszijden de Rijn gelegen'). Het waren zijn afstammelingen die zich daar als graven van Friesland wisten te handhaven. In de 12e eeuw namen deze de titel van graven van Holland aan. In 1299 kwamen graafschap Holland en graafschap Zeeland door een huwelijk van Jan van Avesnes met Aleida van Holland onder het Henegouws bewind.

#### Antwerpen, Brabant en Gelderland

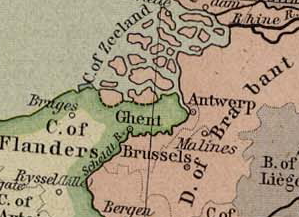
De mark Antwerpen in Toxandrië (Brabant) tussen Vlaanderen en Luik (1477)

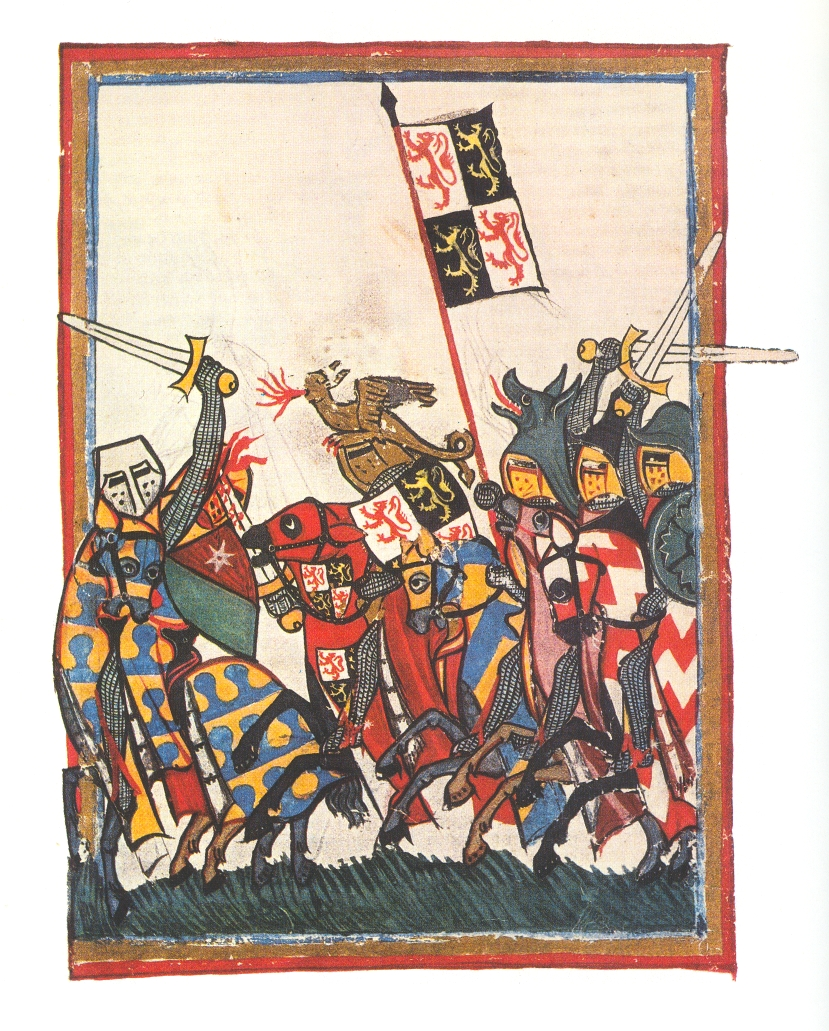
Slag bij Woeringen (1288), hoogtepunt van de Brabantse expansiepolitiek

De Duitse steun aan Brabant beoogde voornamelijk in het westen de invloed van Vlaanderen aan de Schelde te beperken. Maar in de 13e eeuw poogden de Brabantse hertogen hun gebied naar het oosten uit te breiden. In 1288 slaagde Jan I van Brabant erin, nadat hij de rechten van het vrijgekomen hertogdom Limburg had aangekocht, om in de Slag bij Woeringen samen met een aantal Rijnlandse heren en de burgers van Keulen de hertog van Gelre en de aartsbisschop van Keulen gevangen te nemen en de graaf van Luxemburg te doen sneuvelen, waardoor Brabant nu definitief met Limburg werd vergroot en de verkeersweg naar Keulen open lag.
In de 14e eeuw werden de Brabantse steden door sociale onlusten geplaagd omdat ambachten en patriciërs elkaar de macht betwistten. Dergelijk oproer uit 1377 leidde te Leuven in 1379 tot de Defenestratie van Leuven.

### Ontstaan van kerkelijke landsheerlijkheden
De ontwikkeling van de graafschappen was in Lotharingen later en ging langzamer dan op de linkeroever van de Schelde. Het feit dat de keizer systematisch bisschoppen en abten met seculiere macht bekleedde en hen een leengoed toekende, maakte deze tot pijlers van het koninklijk en keizerlijk gezag (wat in Oost-Francië uiteindelijk zelfs tot de instelling van de keizerlijke Reichskirche zou leiden). De kerken genoten immuniteit over hun bezittingen en daar konden de bisschoppen hun seculiere macht en rechten op laten gelden. Hierdoor konden de graven en hun ondergeschikten binnen deze kerkelijke gebieden hun functie niet ongehinderd uitoefenen. Toen de koningen besloten aan de bisschoppen de macht van graven toe te kennen om bepaalde gebieden die niet onder de immuniteit vielen te dekken, werd de bisschoppelijke macht nog vergroot.
De belangrijkste kerkelijke landsheerlijkheden in de Lage Landen werden die van het prinsbisdom Luik en het sticht Utrecht, evenals het oude bisdom Kamerijk, (dat, hoewel het zich binnen het leengebied van het Heilige Roomse Rijk bevond, tot de Franse kerkprovincie Reims behoorde).

#### Sticht Utrecht en Kamerijk

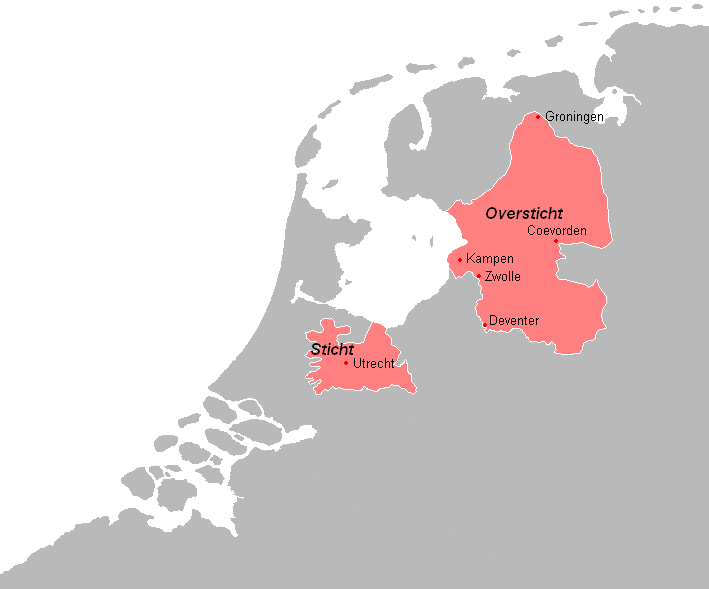
Grondgebied van het Sticht Utrecht vanaf 1024

Over de grenzen van de leenroerige Staten heen vertegenwoordigden de kerkelijke provinciën nog steeds de oude Romeinse civitates. Kamerijk bevatte daarom een deel van Vlaanderen, van Henegouwen en van Brabant. Omdat het tussen Vlaanderen en Henegouwen geprangd zat, speelde het heel de middeleeuwen door slechts een onbeduidende rol. Het sticht Utrecht strekte zich tot ver in Friesland uit en bestond uit een verzamelde combinatie van immuniteitsrechten, bepaalde juridische machten, regalia en banimmuniteiten. Het vormde als district van het diocees daarmee een seculiere autoriteit met uitgebreide complexe machtsstructuur. Maar dit kon niet verhinderen dat het vroegtijdig in de macht van het graafschap Holland viel.

#### Prinsbisdom Luik

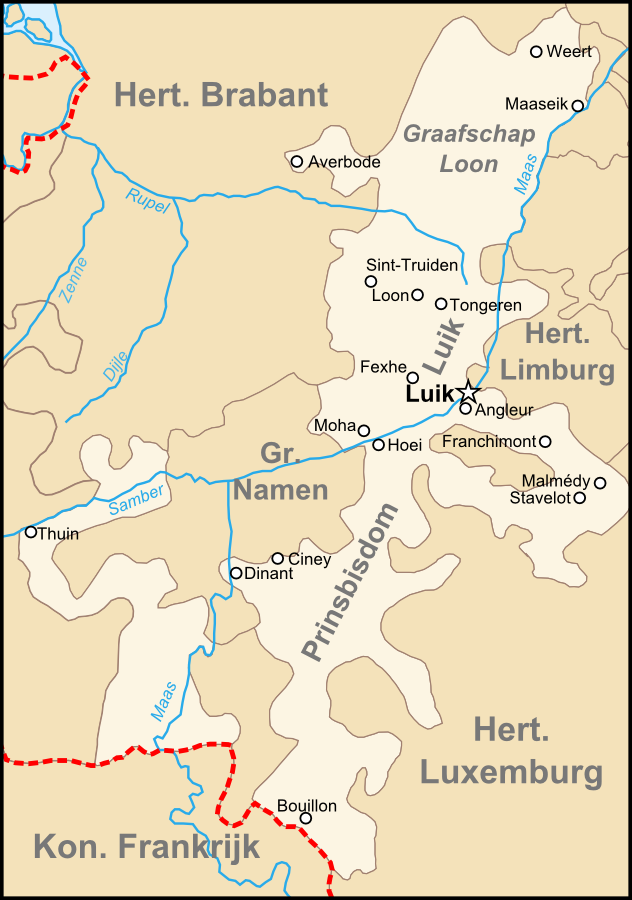
Luik (tweede helft 14e eeuw).

Het vorstendom Luik daarentegen kon door de eeuwen heen zijn onafhankelijkheid bewaren en was om zijn vrij centrale geografische ligging betrokken bij zowat alle oorlogen en verwikkelingen die zich in de Lage Landen afspeelden. Het ontstond uit een kern van kerkelijke domeinen, waar de keizers vanaf de 10e eeuw hoogheidsrechten en landgoederen als schenkingen aan toevoegden. De keizerlijke politiek om de zich verzelfstandigende seculiere graafschappen in te tomen bestond erin tegengewicht te geven door een op de Kerk gerichte politiek. Aan Luik werden daarom allerlei vervallen of aan rebellen ontnomen graafschappen, burchten, tolhuizen, wouden enz. toegevoegd, zodat dit bisdom een wel zeer complexe grillige vorm aannam. Het onderscheidde zich van de wereldlijke vorstendommen alleszins als geografisch curiosum. Rond een centrum in Haspengouw, gevormd door de Luikersteden (Luik, Sint-Truiden en Hoei) strekte het territorium zich uit tussen de rivieren Beneden-Maas en de Semois. Het was tweetalig zoals Vlaanderen, maar desondanks een hecht samenhangend gebied. Ook Mechelen behoorde ertoe, al was dit verder volledig door Brabant ingesloten, en Dinant, Fosse, Couvin, eveneens afgezonderd te midden Henegouwen en Namen. In de tijd dat de wereldlijke leenvorsten alsmaar machtiger begonnen te worden, reageerden ook de bisschoppen met de aanleg van een netwerk van vestingen. Begin 11e eeuw bouwde Balderik II in Hoegaarden bijvoorbeeld een slot om de invallen van de graven van Leuven te stoppen.
De stad Luik zelf was al vrij vroeg in de geschiedenis gesticht door de Duitse kerk. Reeds in 881 werd ze door de Noormannen verwoest. De ligging van Luik midden in de bossen was ongunstig ten opzichte van Maastricht, dat in open land en langs de grote heirbaan lag. Maar de eerste prins-bisschop Notger maakte tussen 927 en 1008 van Luik een vooraanstaand intellectueel kerkelijk centrum, en haar culturele functie bewaarde deze stad door de middeleeuwen heen. Uit alle gewesten lokte de stad studenten. In 985 verwierf Notger reeds de rechten op het graafschap Hoei. Aan het begin van de 11e eeuw telde Luik behalve de domkerk zeven collegiale kerken en twee grote kloosters. Notger en later Wazo zorgden voor een ommuring en Reginard bouwde een stenen brug over de Maas. De bisschop liet zich omringen door een hof van ridders, ministerialen en geestelijken. Verder waren er in de stad voortdurend vreemdelingen om allerlei wereldlijke zaken te behartigen. Daarmee was Luik al voor de opkomst van de handelssteden de meest bruisende en dichtst bevolkte plaats van de Lage Landen, en in zekere zin een hoofdstad, die niet te vergelijken viel met de 'burchten' van Vlaanderen, Henegouwen, Brabant enz. De bisschoppelijke zetel van het prinsbisdom was permanent in deze stad gevestigd. Dit in tegenstelling tot de seculiere graafschappen, waar de bestuurszetel voortdurend werd verplaatst, terwijl de vorst met zijn hof van de ene burcht naar de andere trok om er de oogst van zijn domeinen in ontvangst te nemen. In Luik behoorde het hele patrimonium van Sint-Lambrechts bij de hoofdstad van het bisdom en leefde de talrijke bevolking van de inkomsten ervan.
Als prins waren de bisschoppen van Luik evengoed vazallen van de koning met adviserende zowel als militaire verplichtingen zoals de seculiere vorsten. Maar het voordeel voor de koning was dat de bisschoppen geen dynastie stichtten, die dan voor eigen rekening zou gaan werken. De benoemingspolitiek van de Duitse koningen zorgde voor een al dan niet vlot verloop van de werking, maar zij maakten van het prinsbisdom Luik handig gebruik om hun positie in Lotharingen te verstevigen.
Prinsbisdom Luik wist zich tot een sterk prinsbisdom te ontwikkelen dat uiteindelijk nooit onder volledig wereldlijk gezag van achtereenvolgens de Bourgondiërs, Habsburgers en Oostenrijkers kwam te staan. Utrecht daarentegen moest door de eeuwen heen voortdurend territorium inleveren aan andere landsheren, om uiteindelijk onderdeel te worden van de Habsburgse Nederlanden.

## Bestuurlijke indeling

Graafschappen en hertogdommen als lenen van Frankrijk rond 1030

De hertogen en graven genoten voort hun verworven rechten uit de Karolingische periode, aangeduid met de term comitatus. Daarmee verenigden zij de bestuursmacht met de juridische en militaire, en hadden het recht om tol en boetes te heffen. Verder oefenden zij nog de rechten krachtens hun gezag als ambtenaren uit op de onbebouwde gronden, wouden, duinen, heiden. Daardoor beschikten zij over een ontzaglijk reservekapitaal aan grond. Naarmate het land ontgonnen, de zee en de stromen ingedijkt werden, en de laagten ingepolderd, groeide hun domein nog meer en ontstonden nieuwe inkomsten voor hun schatkist. Zo breidde zich overal de macht der potentes uit, titel die hun door de oorkonden met hun rechten gegeven werd, al waren zij nog geen wezenlijke vorsten.
Tegen het begin van de 11e eeuw bleven de vroegere graafschappen in de leenroerige vorstendommen ingelijfd. Maar enkele uitgebreide grondgebieden namen nu de plaats in van de talloze kleine pagi van het vroegere tijdvak. Graafschappen als Haspengouw, Condroz, Mempiscus, Lommegouw, Maasgouw enz. waren thans enkel nog topografische benamingen. De vorsten hadden hun rechtstitel verworven door beschermers van de vrede in hun grondgebied te worden, zich baserend op de godsvrede (ontstaan door inmenging van de Kerk in het aartsbisdom Reims). De grafelijke domeinen werden in 'omschrijvingen' verdeeld, die elk aan een burcht waren verbonden. Daar was een notaris ambtenaar, die zorgde voor de inningen en de boekhouding. Verder werd als verantwoordelijke een burggraaf aangesteld, in feite als vazal van de graaf, en hoofd van een kasselrij (castellania). De burchten fungeerden als hoofdplaatsen van het land. Binnen hun muren trof men naast een woning voor de graaf en een voor de burggraaf, opslagruimtes, spijskelders en een gewelfde kamer voor de schat. Boven de ringmuur verhief zich een kerktoren. En langs de muur waren de slaap-, woon- en eetkamers van de kanunniken. De overige ruimte werd ingenomen door de zetelplaats van het schependom, en woningen van ridders en kapelaans.
De bisdommen waren in die streken van bij hun aanvang te zwak om hun onafhankelijkheid te bewaren, en het waren de graven die ze in een van hen afhankelijke positie plaatsten door als hun verdedigers op te treden. In de 10e eeuw waren sommige graven zelf tegelijk lekenabt. Ten gevolge van de kloosterhervorming werd hen daarna wel het recht op aanstellen van abten ontnomen, maar ze konden naar believen kapittels stichten en vrij de proosten der collegiale kerken benoemen. Binnen de kapittels kozen zij eveneens notarissen en kapelaans, die ze met geschenken overlaadden.
Door over de benoemingen voor kerkelijke functies te beslissen verhoogden de graven hun invloed aanzienlijk en genoten zij thans ook inkomsten uit de landerijen van de kloosters. De supervisie van de religieuze ambtenaren en instellingen in het gebied, voornamelijk de kloosters, was een belangrijke machtspijler van het graafschap geworden. In Vlaanderen werden de abdijen van Sint-Vaast (bij Atrecht), Sint-Amandus (aan de Scarpe), Sint-Bertinus (bij Saint-Omer), en Sint-Bavo en Sint-Pieter (in Gent) machtscentra die de graven van Vlaanderen toehoorden. Voor de hertogen van Brabant waren dat Abdij van Nijvel en Abdij van Gembloers, en in Holland waren het Sint-Adelbertabdij bij Egmond en Abdij van Rijnsburg.

## Sociale en economische structuur
Tussen 900 en 1350 bestond de sociale structuur in de Nederlanden voornamelijk uit een hiërarchie van territoriale vorsten, over leenmannen, naar een onderlaag van horigen en laten, kortom de feodale structuur. De heer oefende absoluut gezag uit over een elite van leenmannen van wier land (seigneuries) en gunsten de horige boeren gebruik mochten maken en van wie ze dan ook volledig afhankelijk waren. Ze zagen zich bijvoorbeeld gedwongen, in ruil voor wederdiensten voornamelijk in de vorm van landbouw, gebruik te maken van de ovens, molens, brouwerijen, lastdieren en boerderijen die hun heer hen ter beschikking stelde en die hem toebehoorden. Hij verleende daarenboven toezegging voor huwelijken, besliste over erfenissen, conflictzaken enz.
In de landbouwgebieden van Brabant, Henegouwen en Gelre en het Oversticht kwamen ook afhankelijken met een minder duidelijke status voor. Zij waren gebonden door allerlei diensten en betalingsovereenkomsten. Daarom kunnen ze mogelijk als vrijen worden gezien.
Vrijen (liberi, ingenui) die hun eigen land (allodium) in eigendom hadden kwamen in groten getale in Vlaanderen voor evenals in Zeeland, Holland en Friesland. Een vierde van de Vlaamse boeren bewerkte oppervlakten van slechts 2 tot 5 hectare, bijna de helft zat onder de halve ha. In deze kustgebieden waren de boerderijen door beken en gegraven afwateringskanalen van elkaar gescheiden. Ook afstammelingen van edelen die hun levensstandaard niet anders konden onderhouden dan door zich in dienst van een vazal te stellen, in Holland welgeborenen, in Vlaanderen hooggeborenen, hommes de lignage in Brabant en hommes de loi in Namen, stonden dicht bij de stand van deze vrijen.

De drie standen

Dan waren er nog de ridders, meestal ministerialen in de 12e eeuw, eveneens vrijen, die zich in ruiterdienst of andere functie met een heer verbonden in ruil voor een leen.
De clerus vormde een geheel eigen stand los van die van de edelen en de horigen van het leenstelsel.
De bevolkingsaangroei in de Lage Landen, zoals in heel West-Europa, speelde als factor in de ontwikkeling van sociale en economische relaties. Halfweg de 11e eeuw werden heel wat onontgonnen gebieden tot landbouwgrond omgewerkt, dijken gebouwd en gebieden ingepolderd. Het landbouwgebied breidde zich dus snel uit. Dat werd nog eens versterkt onder invloed van monniken, zoals cisterciënzen en premonstratenzers, die volgens hun regel dit soort werk op zich namen om voor eigen onderhoud te kunnen zorgen. Zij waren vooral in het kustgebied van Vlaanderen, Zeeland en Friesland actief in de strijd tegen de zee en bouwden zowel in de polders als aan de kust zelf dijken, waarmee gaandeweg ook meer land op de zee werd veroverd. Door grachten en sloten te graven kon het grondwaterpeil voldoende dalen om op het droog gekomen land vee te laten grazen, vooral schapen. De Friezen waren in dit werk baanbrekend. Als vrije mannen konden de kolonisten van het nieuwe land overal dijken en grachten aanleggen. Pas later gingen heren die zich als eigenaars van het gebied beschouwden regels opleggen en pachtgeld heffen.
De dorpen en steden breidden zich ook uit omdat een jonge generatie die aan geen erfdeel meer geraakte ernaartoe trok voor werk, of geheel nieuwe nederzettingen (villes neuves) stichtte.
In de 12e en 13e eeuw was in Holland en Utrecht een spectaculaire toename van grondgebied ontstaan voor landbouw en de vestiging van nieuwe nederzettingen. In de eeuwen die volgden werden raadschappen opgericht die samengingen tot hoogheemraadschappen, zo ook in Vlaanderen en Zeeland. Er werden gespecialiseerde samenwerkingsverbanden in het leven geroepen voor het beheer van de waterwerken die enkel verantwoording bij de administratie van de graaf aflegden. De landeigenaars moesten bijdragen in de mate dat zij grond bezaten. Op die manier ontstond een solidariteitsgevoel waarop de inrichting van de gemeentelijke organisatie stoelde, dat uniek was in Europa. De heemraden werden door de landeigenaren verkozen. In Holland stonden Dijkgraven die als baljuw functioneerden aan het hoofd van drie hoogheemraadschappen.

## Handel en opbloei van de steden
De Partes advallenses, zoals de Lage Landen sinds de 13e eeuw ook wel genoemd werden, of de landen van ‘herwaarts over’, functioneerden vanwege hun geografische ligging reeds vroeg in de geschiedenis als raakvlak voor de omringende culturen, en nodigden uit tot het vormen van verzamelplaatsen voor schippers en handelskaravanen. De handelslui vestigden zich in nederzettingen aangeduid als portus het Latijn voor 'stapelplaats' (haven) of als vicus (handelswijk), vaak nabij burchten of ommuurde kloosters. (De benaming burgers is afgeleid van 'burcht', poorters van 'portus'). Aanvankelijk bleef de samenleving daar omheen nog sterk op de landbouw afgestemd en kregen handel en nijverheid in de maatschappij een slechts secundaire rol toebedeeld. Tol op doorvaart geheven, trage rechtspraak in geval van betwistingen, roof van goederen ter plaatse en onderweg vormden een voortdurende rem op de nieuwe ontwikkelingen. Mettertijd sloten havens en handelswijken verder aan bij oude nederzettingen in de buurt en vormden aldus de grotere economische eenheden die tot steden uitgroeiden. Het karakter van de Lage Landen werd dan ook al zeer vroeg in de geschiedenis bepaald door de steden die er ontstonden.

Het zuiden van de Lage Landen met bisschopszetels en abdijen ca.7e eeuw. De abdijen vormden de aanzet tot grotere nederzettingen en steden

De vroegste stedelijke kernen waren in feite reeds in de Romeinse en Karolingische tijd tot ontwikkeling gekomen onder het burgerlijk bestuur van de civitates waaruit met de komst van het christendom ook de eerste bisschoppelijke zetels ontstonden. In het Schelde- en Maasbekken waren steden als Tongeren, Nijmegen en Maastricht evenals Kamerijk en Doornijk, Valencijn en Gent al ontstaan voor de 5e eeuw, en verder behoren ook Atrecht en Terwaan tot deze categorie. Maastricht zou spoedig als belangrijkste zetel van het kerkelijk instituut een bijzondere plaats innemen.
Tot in de 10e eeuw bestond de bevolking van de (nog kleine) steden nog voornamelijk uit geestelijken en functionarissen die in het vigerend feodale stelsel van de opbrengsten van de agrarische ommelanden leefden, eerder dan van de opkomende handel en nijverheid. Aan het Zwin, waar Vlaamse, Waalse, Angelsaksische, Duitse en Friese kooplui elkaar ontmoetten, breidde Brugge zich vanzelf uit en kreeg daardoor van meet af aan een internationale uitstraling.
In de Scheldevallei ontspon zich een dicht netwerk van steden, de meeste hand in hand met de bevolkingstoename in de 9e eeuw opgekomen, toen uitbreiding van het landbouwgebied tot hogere productie leidde, terwijl deze bevolkingscentra zich eerder in handel en nijverheid specialiseerden. Ze groeiden in de twee daarop volgende eeuwen nog aanzienlijk. Tegen de 10e eeuw waren langs de Maas de steden Dinant, Namen, Hoei, Luik en Maastricht tot volle wasdom gekomen. Zij dankten hun ontstaan in feite aan de erfenis van het Karolingische Rijk, dat in die regio zijn centrumgebied had gehad.

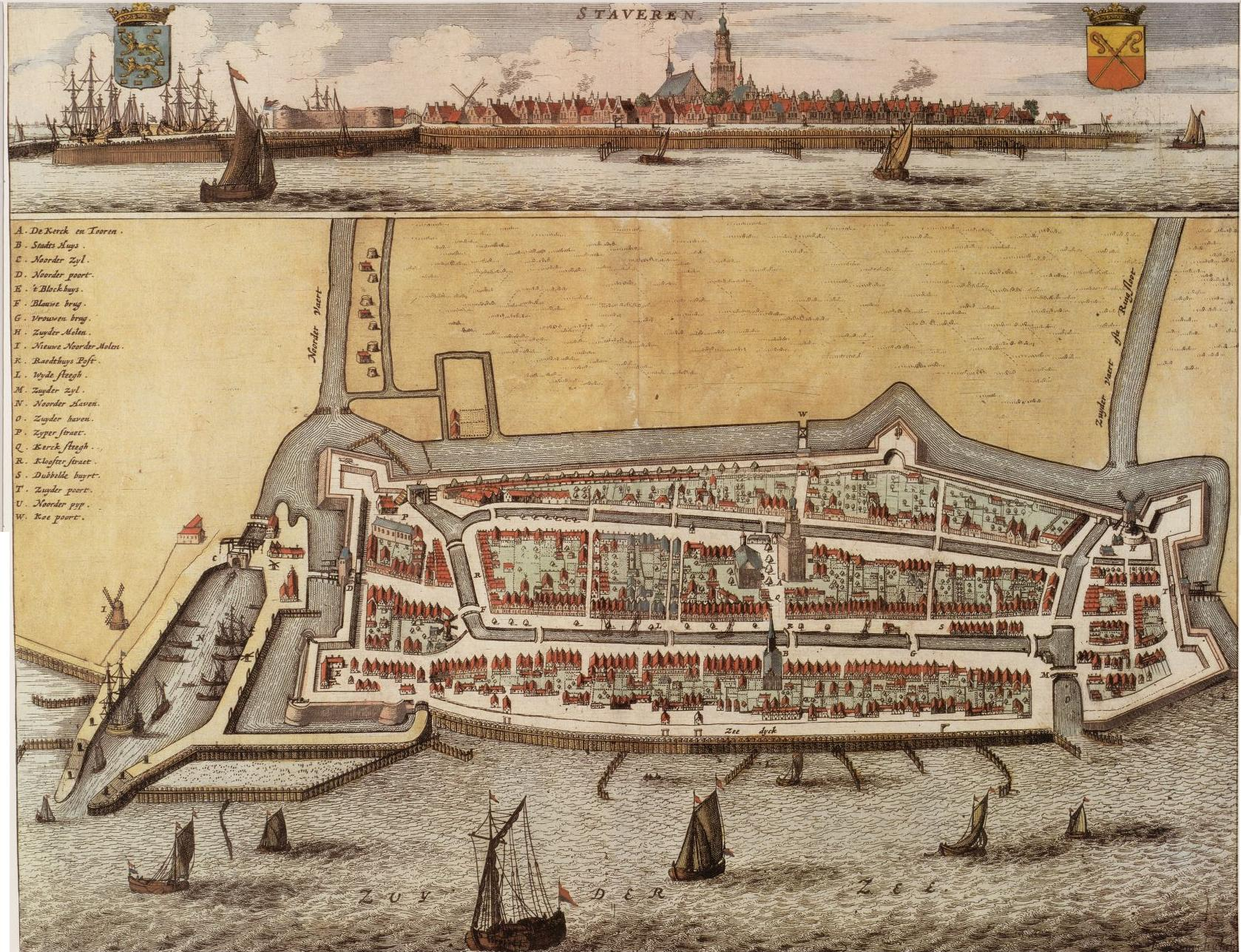
Historische kaart en stadsgezicht van Stavoren (1664)

 Ook in het noordelijk deel van de Lage Landen begonnen zich steden te ontwikkelen, zoals Deventer en de handelsplaats Tiel, dat de plaats van Duurstede innam, terwijl ook Utrecht lang als commercieel centrum functioneerde. Andere vroege steden zijn Elburg, Harderwijk, Kampen, Stavoren, Zutphen, Zwolle. Uit de 13e eeuw dateren dan de steden van Holland: Alkmaar, Delft, Dordrecht, Haarlem, Leiden.

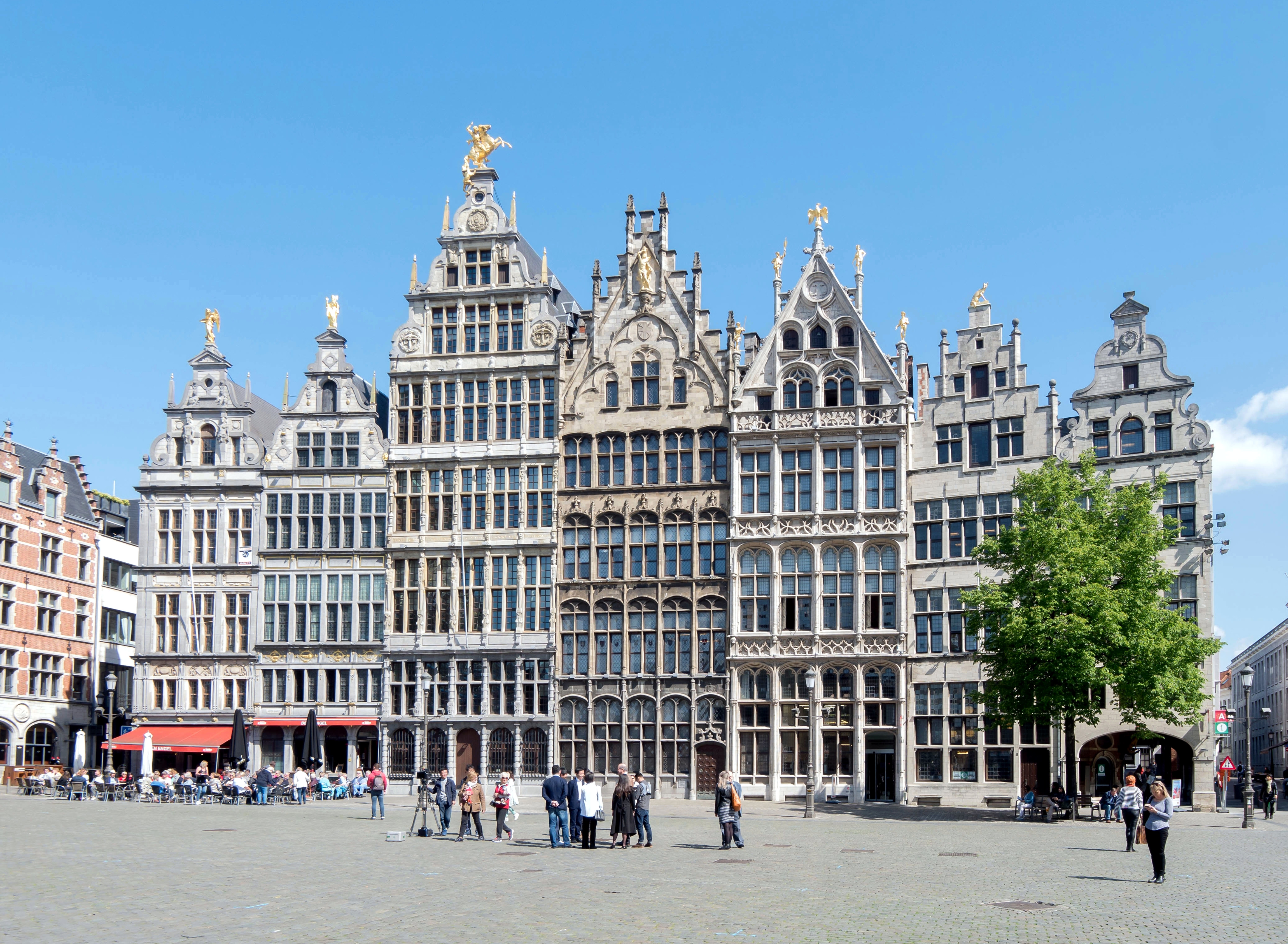
Gildehuizen aan de Grote Markt in Antwerpen.

Al deze steden ontwikkelden hun eigen jurisprudentie en vormden een nieuw element naast of binnen het feodale systeem, waarbij handel een belangrijke rol speelde. Handelaars en ambachtslieden organiseerden zich in gilden, legden de grondvesten van een koopmansrecht, en zorgden voor onderlinge bescherming – ook fysisch – in een tijd waarin roverij op handelskaravanen algemeen was. De groep handelslui ontwikkelde zich tot een hogere bevolkingsklasse, die boven die van het platteland uitsteeg. Als reizigers genoten ze overal een status van vrijgeborenen; alleen de openbare vierscharen konden hen vonnissen. Maar ze genoten in principe bescherming van de vorsten zelf, die tol hieven op doorvaarten, bruggen, kruispunten en markten. Hun roerend bezit (tilbare have) bestond vaak uit een schuit en lastpaarden. Ze namen contractueel andere vrijen in loondienst en vormden aldus zelfstandige bedrijven. De kooplui waren ook degenen die voor de aanvoer van kostbare stoffen, pelsen, gouden sieraden en voorwerpen zorgden, waarmee de heren hun luxueuze verblijven inrichtten, en de specerijen waarmee ze hun banketten kruidden. De vorsten hebben dan ook reeds vroeg hun politiek op de handel afgestemd. Naast de horizontale samenwerkingsverbanden van de handelssector ontstonden daardoor ook verticale banden met de feodale machthebbers zelf, die handelaars vaak uitdrukkelijk per decreet beschermden. De graven van Vlaanderen uit het huis van de Elzas (Dirk die van 1128–68 regeerde en Filips van den Elzas van 1168–91) ondersteunden de ontwikkeling van de steden actief, maar bleven tegelijk alert om hun macht binnen de perken te houden.
Jaarmarkten ontvingen importproducten via pakhuizen langs de rivieren. Ze volgden elkaar 's zomers op in Thorhout, Meesen, Rijsel, leper en Dowaai en lokten in groten getale kooplieden van Frankrijk en Italië naar Vlaanderen.

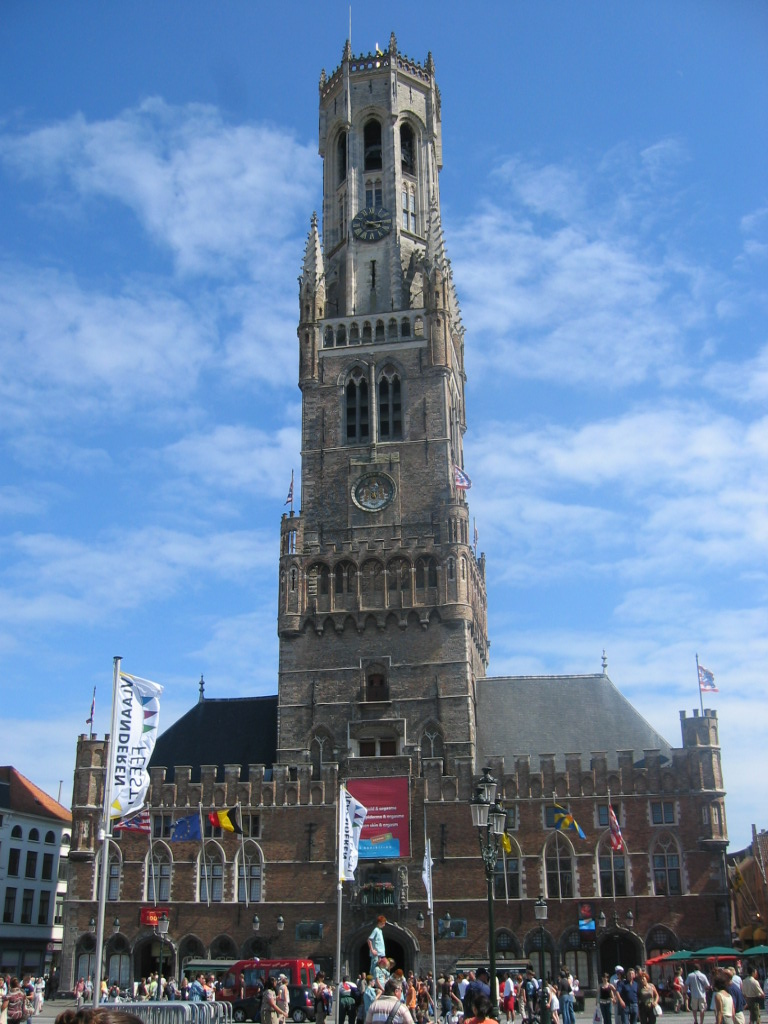
Het belfort van Brugge met de lakenhal (1284) staat symbool voor de vroege internationale betekenis van de lakenhandel in Brugge.

Aan de kust van Vlaanderen en Zeeland werd het ruilstelsel tegen de 11e eeuw weer vervangen door betaling met geld en deze manier van handel breidde zich uit naar de hoger gelegen gebieden. In die eeuw boekte de Vlaamse koopvaardij een opmerkelijke vooruitgang. Brugge werd een internationaal handelscentrum (Hanzekantoor van Brugge) toen Brugse Kogge handelsschepen de Deense en Noorse kust aandeden en tot de Oostzee doorvoeren.
Door de uitbreiding van de handel ontwikkelde tevens de nijverheid en werden de steden trekpleisters voor ambachtslui en werklieden, vaak afkomstig van het platteland. Zo nam de lakennijverheid in Vlaanderen een hoge vlucht, nadat de landelijke productiekernen via de jaarmarkten op de internationale handel waren aangesloten geraakt. Valencijn en Kamerijk aan de Schelde, Maastricht aan de Maas en het nabije Sint-Truiden waren voorposten van de Vlaamse lakennijverheid.
In Artesië werd de Hanze der XVII steden opgericht om de doorvoer van producten via de jaarmarkten van Champagne te garanderen, toen aan het eind van de 13e eeuw de handel door troebelen verstoord werd.
Brabant, tussen Schelde en Maas in gelegen, bleef langer dan bij de naburige volkeren het geval was een streek met uitsluitend landbouwende bevolking. Het begon pas in de ontwikkelingsbeweging te delen, toen een steenweg tussen Brugge en Keulen was aangelegd rond het midden van de 12e eeuw.

### Vorming van de belangrijkste steden in de Lage Landen

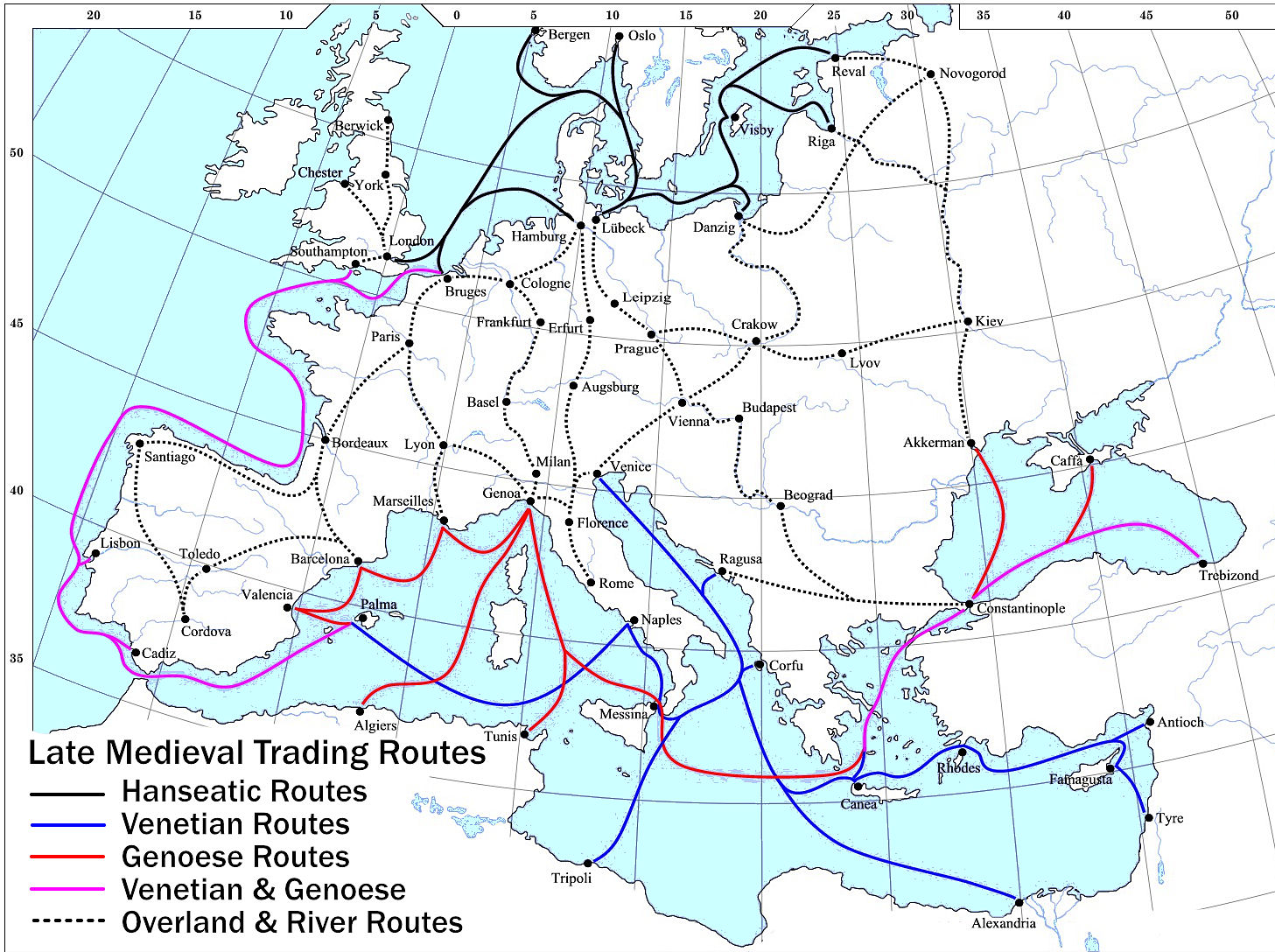
Handelsroutes in de late middeleeuwen met de grootste Atlantische zeehaven Brugge als knooppunt voor de Lage Landen

Bij de ontwikkeling van handel en nijverheid selecteerden kooplui en vaklui de voor hen gunstigste plaatsen om daar zich in elkaars buurt te vestigen. De zorg voor veiligheid was een doorslaggevend argument, zodat de omgeving van burchten hun voorkeur behield (vandaar ook de term burgers). Op die manier breidde zich bijvoorbeeld Gent als eerste textielcentrum uit tot in 1300 met zijn 56.000 inwoners de grootste stad benoorden de Alpen na Parijs. Ook de omgeving van een haven werd belangrijk geacht, teneinde de geproduceerde en verhandelde goederen naar de nabije of verre afzetmarkten te kunnen verschepen. De haven van Brugge kwam aldus reeds vroeg aan de spits van de stedelijke ontwikkeling te staan, temeer daar die zich niet alleen in Vlaanderen maar simultaan ook in het verre Italië voordeed. Het werd in de late middeleeuwen de grootste havenstad aan de Atlantische Oceaan met in 1300 zo'n 35.000 inwoners, toen ook Ieper met 25.000 in aanzien was gestegen.
Omdat de kooplui vooral die plaatsen uitkozen waar zij ook veilig stapelplaatsen konden inrichten voor hun goederen, waren het onder de opkomende steden diegene die zich aan de samenvloeiing van rivieren bevonden, zoals Gent, Luik en Namen, of tegen een zeeboezem aan zoals Brugge en Antwerpen, of nog waar rivieren bevaarbaar werden zoals Leuven en Brussel, welke zich daarna het sterkst als stad ontwikkelden.
Het was aanvankelijk vooral de zorg voor veiligheid die de nieuwe stand noopte de rangen te sluiten in gildeverbanden die instonden voor eigen rechtspraak en gezamenlijke begeleiding van de handelskonvooien. Uiteindelijk waren ook zij het die zelf voor infrastructuurwerken, inclusief de stadsmuren en poorten, instonden. Naast eigen bestuur genoten de stedelingen ook van bepaalde vrijstellingen, vrijheden of privileges, die zij op de feodale heren bedongen, ook al omdat ze hen in ruime mate van de nodige goederen en diensten konden helpen voorzien. Dergelijke overeenkomsten werden vastgelegd in keuren of charters, en door de betrokken partijen ondertekend en bewaard. Die van de stad doorgaans in het belfort. De oudst bekende keure dateert van 1066 en behoort tot de stad Hoei. De Atrechtse stadskeure stond model voor die van alle grote steden waaraan Filips van den Elzas (r. 1168-1191) ze toekende.

### Stadsbestuur
Geleidelijk aan organiseerden de steden zich met een eigen bestuursvorm en rechtspraak, soms in overleg met de feodale heer, soms stilzwijgend als een natuurlijk proces van ontwikkeling. Maar bepaalde vrijheden werden uitdrukkelijk verleend, zoals die van de steden van Brabant in het Charter van Kortenberg (1312) stonden ingeschreven, of die welke door de Luikse bisschop reeds in 1066 aan Hoei werden verleend. Dergelijke charters ontstonden vaak na conflicten over beden. Ze bevatten een eigen formulering van strafrechtelijke aard of van handelsrecht. Daarmee onderscheidden steden zich uitdrukkelijk van het platteland, hetgeen vaak een eerste stap naar autonomie was. Ze werden bestuurd door een raad van schepenen (échevins) met aan het hoofd een schout (écoutète) of baljuw. Eigen functionarissen moesten op de financiën en de verdedigingswerken toezien. Dit waren de burgemeesters.

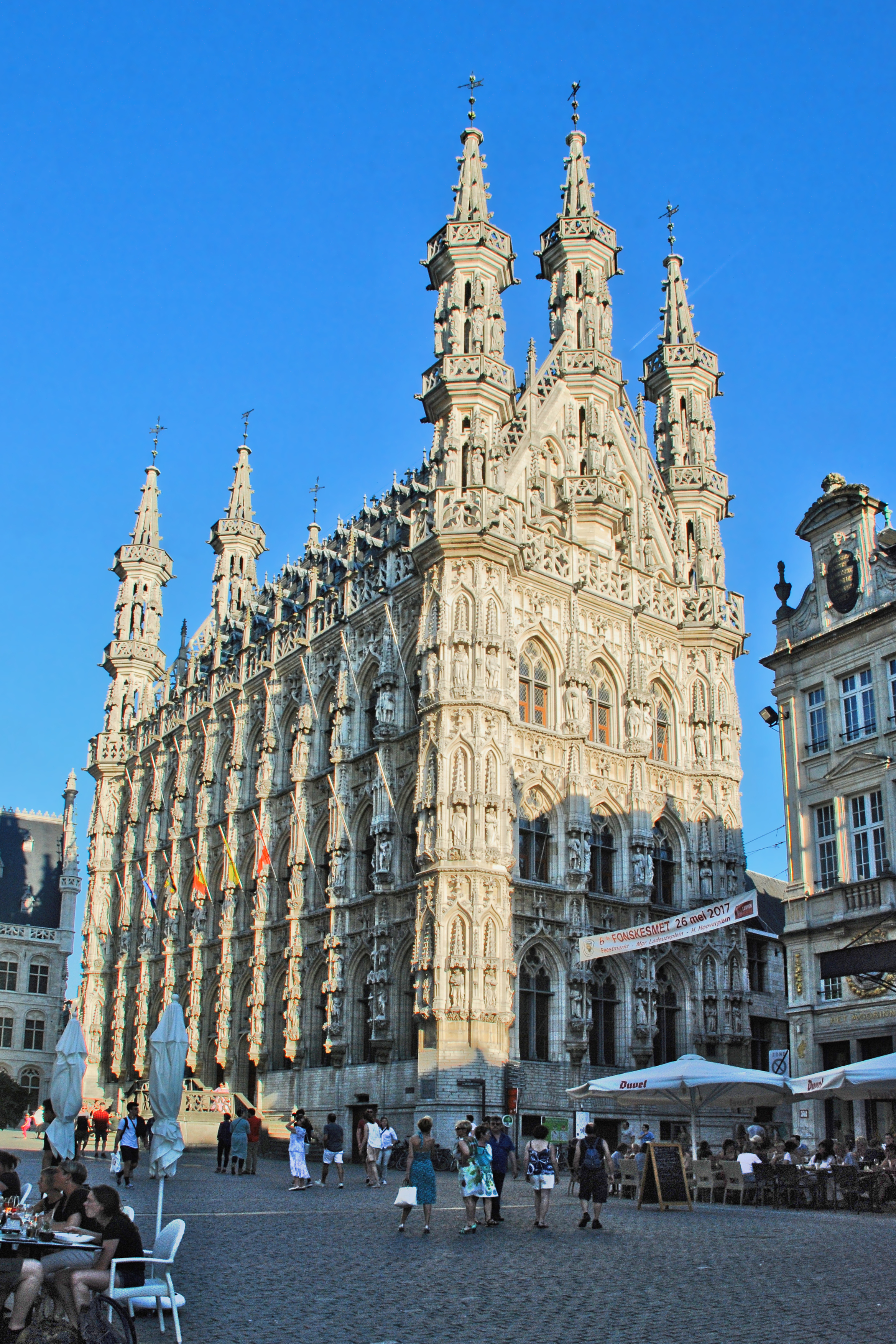
Stadhuis van Leuven. De late middeleeuwen vormden de overgang tussen gotiek en renaissance

De ontwikkeling van de bedrijfstakken zorgde in de 11e en 12e eeuw voor het ontstaan van een nieuwe stand van vrijen buiten die van adel, clerus en landbouwer, met gaandeweg de geheel eigen bestuursvorm van de gilden, neringen en ambachten. Hun stelsel was nauwgezet geregeld, zodat wie zich niet aan de bepalingen hield kon beboet worden of geschorst tot zelfs verbannen. De internationale faam van het Vlaamse laken en die van de dinanderies, het Dinantse koperwerk, was op deze organisaties gestoeld, al zouden ze de opkomst van latere industrieën in de weg staan. Binnen het geheel van de intussen zich vormende territoriale dus grotere landsheerlijkheden, die door vorsten uit de adellijke feodale toplaag werden bestuurd, betekenden ze stilaan een eigen machtscentrum. De rijkere kooplui (patriciërs) kozen in de Vlaamse gemeenten eigen schepenen naast die welke door de vorst met een baljuw als zijn permanent vertegenwoordiger voor rechtspraak en het uitvaardigen van wetten waren aangeduid. In Antwerpen was de hertogelijke vertegenwoordiger de schoutheet, in Brussel de amman ('ambtsman') en in Leuven de meier ('major'). In Luik bleef de prins-bisschop alle schepenen benoemen, maar werd naast hen een Raad van Gezworenen ingericht door de gemeentenaren. Een stadhuis, belfort, het zegel met eigen wapen, en de vlag waarborgden als statussymbolen de stedelijke autonomie. Bovendien had de gemeente om die kracht bij te zetten haar eigen militie onder de stadswallen, zij het met bepaalde verplichtingen tegenover de leenheer. Alle inwoners waren vrij, en er gold een gemeentelijke vrijstelling van tienden, grondcijnsen enzovoort, en de gemeente betaalde een vrije bijdrage aan de leenheer.

## Stedelijk verzet tegen de vorsten
De machtsconcentratie bij graven en hertogen begon af te nemen toen het belang en de invloed van de steden toenam, en het feodaal systeem er zijn greep op verloor. De geschiedenis van Kamerijk is illustratief voor de ontwikkeling van de gemeentebeweging. Ontstaan als een koopmanskolonie aan de voet van de bisschoppelijke burcht, was deze stad in de 11e eeuw reeds ongemeen welstellend. En al in 1070 was zij van een ringmuur voorzien, waarmee de koopmanswijk en de oude stad onder beheer van de bisschop en zijn administratie verenigd werden. Maar die hielden weinig rekening met de specifieke belangen van de kooplieden en pasten het vroonrecht in al zijn gestrengheid toe. Dit leidde tot misnoegdheid onder de nieuwe bewoners, die elkaar een eed van trouw zwoeren (vandaar de benaming conjurationes of commune) en een gelegenheid tot oproer afwachtten. Toen in 1077 de bisschop Geeraard II de stad uit moest om Keizer Hendrik V te ontmoeten, maakten de burgers zich achter zijn rug meester van de poorten en riepen de heerschappij over de gemeente uit.
Dergelijke pogingen blijken ook in Maastricht en in Luik te zijn ondernomen. In de Luikersteden bekwam de burgerij na enige tijd dat de keizer hen van de rechtsmacht der vredestribunalen ontsloeg. Daarmee vormden deze steden onderscheiden grondgebieden te midden het feodale systeem, met een eigen lokale 'wet'. Geleidelijk organiseerde zich in alle steden van de Lage Landen de commune (communitas, corporatio of universitas) onder leiding van het patriciaat. Dit laatste bestond uit welstellende kooplieden die de hogere ambten van schepen en burgemeester wisten te bemachtigen, zodat zij de stadsfinanciën konden beheren. De commune voerde een eigen zegel en kon betrekkingen aanknopen met buitenstaanders, en zelfs met de vorst. Soms sloten zij verdragen, zowel commerciële als militaire, met andere steden. Zij bepaalden ook het aantal milites dat uit eigen rangen in dienst van de vorst moest treden, of het voetvolk en de bemande schepen die werden beschikbaar gesteld. Steeds vaker werd dit in de vorm van afkoopsommen geregeld. De stedelingen werden vrijgesteld van verbintenissen met buitenstaanders, en grondgebied in en rond hun stad werd eigendom van de commune.
De strijd van de steden voor onafhankelijkheid was aanvankelijk vooral om financiële redenen. Zij hadden nood aan snelle verbetering en aanleg van eigen infrastructuur. Maar er was eveneens behoefte aan eigen regelgeving. Aanvankelijk was dat enkel het keurrecht, dat over kwaliteit en prijzen ging. Maar het bleef niet beperkt tot de uitbaters van winkels en de markten. Weldra breidde dit zich uit tot een waar burgerrecht en strafrecht dat binnen de stad geldig was. Tegelijk organiseerde zich de klasse onder de patriciërs, 'het gemeen' in ambachten en gilden. Hun regelgeving had betrekking op het hanteren van prijzen, kwaliteit van de producten, regelingen rond dagloners, de werkduur, leerjongens, werklieden en meesters. Aanvankelijk waren deze verenigingen, elk met een specifiek beroep samenhangend, van caritatieve aard, maar gaandeweg namen zij een meer geïnstitutionaliseerde vorm aan met lidmaatschappen en toetredingsvoorwaarden, rechten en plichten.

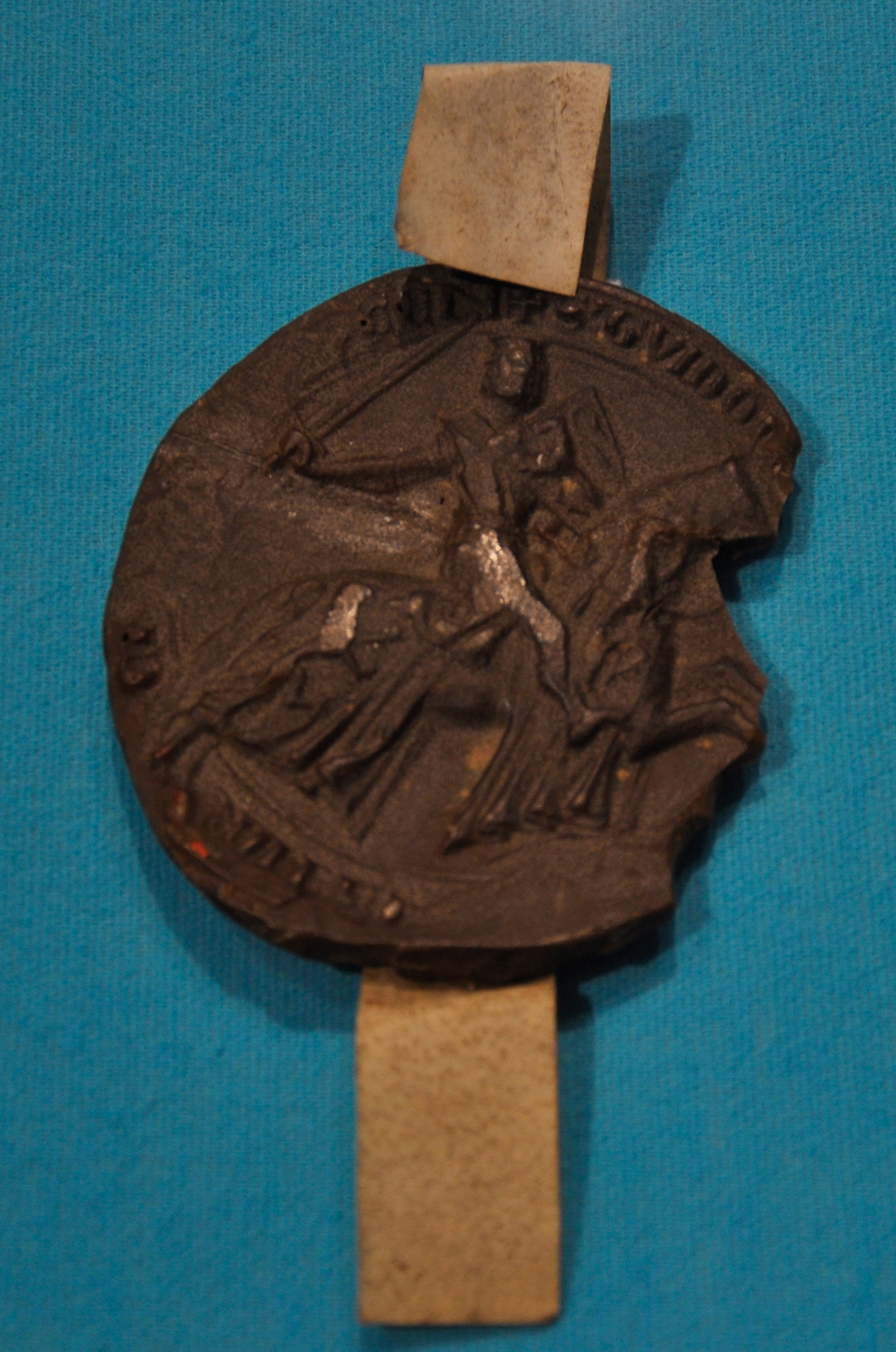
Ridderzegel van Gwijde van Dampierre.

In de 13e eeuw was het zover. Het antagonisme tussen de klassen van de steden en die van de adel en de vorsten nam scherpe vormen aan met in 1280 hevige botsingen in Brugge (de "Moerlemaaie") en Ieper (de "Kokerulle"), terwijl in Gent na een vinnige strijd met de ambachten de XXXIX schepenen door Gwijde van Dampierre werden afgezet. Die stapten daarop voor beroep naar het Parlement van Parijs.
In 1302 brak de spanning tussen de patriciërs, de graaf van Vlaanderen en de Franse koning uit in een bloedige gewapende strijd, de Guldensporenslag, waarna de Vlaamse zelfstandigheid hersteld was en de gilden hun macht in de Vlaamse steden consolideerden met deelname in het stadsbestuur. Hun voorbeeld vond zoals steeds spoedig navolging in Brabant, waar evenals in Luik oproer uitbrak. In Brabant veroverde de volksklasse de stedelijke macht, zowel in Brussel als Leuven en 's-Hertogenbosch. Toen in 1306 overal de patriciërs weer aan het bewind kwamen zorgden die voor draaglijker werkomstandigheden dan in Vlaanderen golden.
In 1312 konden de Brabantse steden bij hertog Jan II bedingen dat hun rechten schriftelijk werden vastgelegd in het Charter van Kortenberg. Deze hertog had dusdanig veel schulden gemaakt, dat Brabantse handelaars in het buitenland daarom gearresteerd werden. Dat spoorde onder meer de gilden aan om de controle over de hertogelijke financiën vanuit de stedelijke raden af te dwingen.
Vlaamse militaire invallen in Dordrecht en Utrecht leidden in die steden tot gelijkaardige ontwikkelingen, waarin ook Luik spoedig volgde. De vorsten werden overal geconfronteerd met de tegenmacht van de steden in hun grafelijk of hertogelijk gebied. Dit legde de basis voor eenmaking van de latere zeventien Provinciën en betekende een nieuw element in het oude feodale systeem, waar voortaan rekening mee moest gehouden worden. Deels leidde de krachtmeting tot confrontatie, maar deels ook werd samenwerking op quasi gelijke voet georganiseerd, waarbij op afzonderlijke plaatsen de ene of de andere aanpak de boventoon kreeg.
In Brabant wisten de steden, wier vertegenwoordigers om de drie weken in Kortenberg vergaderden, gebruik te maken van hun inspraakrecht om de jonge troonopvolger een verklaring te laten afleggen ten aanzien van zijn aanspraken op stedelijke steun en hulp in de vorm van beden. Dergelijke verklaring werd vanaf 1356 als publiek testament onder de naam Blijde Inkomstakte tot traditie bij iedere volgende troonsbestijging tot op de dag van vandaag. Deze verklaring gaf de steden medebeslissingsrecht om ten oorlog te trekken of niet, het recht op oppositie van de burgers, indien de overeenkomst niet werd nagekomen, ze legde de ondeelbaarheid van het grondgebied vast en bepaalde de nationaliteit van de ambtsverleners.
Prinsbisdom Luik verkreeg in 1316 een gelijkaardige overeenkomst met de Vrede van Fexhe, die de vrijheden en rechten van het land handhaafde en alle burgers gelijkheid voor de wet garandeerde. Daarbij werden de Staten van Luik (Sens de Pays) ingericht waar de drie standen in vertegenwoordigd werden. Bisschop Adolf greep opnieuw het alleenrecht op de macht in 1331, door van onderlinge verdeeldheid tussen de Awans en de Waroux gebruik te maken. Maar dat moest hij in 1343 inleveren met de 'brief van Sint-Jacobus'. Niet alleen zouden nu gilden en patriciërs de Raad der Gezworenen kiezen, maar hun ook het bestuur van de stad toekennen, terwijl de schepenen enkel nog als rechters dienstdeden en onder toezicht kwamen van het college van XXII, dat bestond uit 4 edelen, 4 kapittelheren, en 14 burgers. Vanaf de Bourgondische tijd werd de magistraat van de bisschopszetel enkel nog gekozen door de 'XXXII goede ambachten'.
Vanaf dan vertegenwoordigden de staten de vorstendommen bij de vorst, die deze kon bijeenroepen voor financiële steun. De samenstelling van deze Staten-Provinciaal, zoals ze vanaf 1430 genoemd werden, weerspiegelde de machtsverhoudingen in een vorstendom. De verschuiving van het zwaartepunt van de macht van de vorst naar de steden had tot gevolg dat ook zijn functie werd herzien.
In de vroege middeleeuwen was de functie van de graaf te danken geweest aan diens macht om, door ridders te ronselen de gemeenschappen te beschermen, kerkelijke zowel als seculiere, tegenover bijvoorbeeld de invallen van Vikingen. Dat had de graven van Vlaanderen toegelaten hun grondgebied uit te breiden over de verlaten streken in het noorden, die door de Franse koningen ruim werden gemeden. Deze bevoegdheid was uitgegroeid tot die van een vorst of publiek machthebber (potestas publica), met een macht hem 'door God gegeven' (a Deo tradita) zo vond hij, en in de loop der eeuwen was daar hoofdzakelijk gebruik van gemaakt om het territorium (regnum of patria) uit te breiden en materiële welstand te vergaren, of om het kerkelijk instituut te helpen ontwikkelen.
Daarop daagde een nieuwe rol als verdediger en vertegenwoordiger van een groot territorium. De godsvrede uitbreiden en de Kerk verdedigen waren zijn eerste bekommernis, maar in de uitbreiding van het rijk door indijking, bosontginning en inpoldering en door de ontwikkelingen in en rond de steden was zijn relatie niet meer tot de vazallen beperkt, maar moesten ook 'gewone' lieden worden gepatroneerd.
Hij werd gaandeweg procurator rei publicae (de behartiger van de publieke aangelegenheid). Het contact met de onderdanen verliep vanaf nu via allerlei vertegenwoordigers van de communitates, van waterschappen, heemraadschappen, en andere corporatieve raden die wettelijke vertegenwoordigingen waren en met iedereen verbintenissen konden aangaan, dus ook met de vorst. Thans begon een besef van politieke verantwoordelijkheid van hogere orde te dagen. Wederzijdse belangen liepen vaak voor vorst en vaderland samen en deze ontwikkelingen leidden tot een meer modern concept van staatkundige instellingen.

## Consolidatie van de territoriale staten (1384-1567)

De Lage Landen rond 1350

Tegen de helft van de 14e eeuw zag de kaart van de Lage Landen er niet meer uit als een lappendeken van kleine feodale gebiedjes, maar tekende zich een select aantal grotere territoriale staten af. Graafschap Vlaanderen, hertogdom Brabant, graafschap Henegouwen -Holland en Gelderland, sticht Utrecht en prinsbisdom Luik waren militair en economisch zelfstandig, onder eigen bestuur, en konden in eigen naam op het diplomatieke toneel optreden.
Vlaanderen onderhield goede betrekkingen met Italië en had de Franse expansiedrang weten te stoppen. Na een aantal kleine oorlogen en drie revoltes was de territoriale binding van de bevolking en het bewustzijn van een eigen identiteit nu een feit. Omdat de adel nog steeds sterk aanleunde bij het Franse hof, hadden bepaalde opstanden het karakter van een vroegtijdig Vlaams nationalisme aangenomen. In Brabant kende men de druk van Duitse zijde en de vrees voor invasies die men in Vlaanderen vanuit Frankrijk had gekend. Het lot van de Lotharingse vorstendommen had zich met dat van Vlaanderen verbonden en de Frans-Duitse grens die ooit het oosten van het westen scheidde loste in de loop van de middeleeuwen langzaam maar zeker op.
Na de dood van Jan III van Brabant wist graaf Lodewijk van Male in de Brabantse Successieoorlog (1355-1357) Mechelen en Antwerpen bij Vlaanderen in te lijven. Over de scheidingslijn die de Schelde vormde heen had de invloed van de Vlaamse politiek voor nauwere banden gezorgd tussen de territoriale gebieden die ooit door het Verdrag van Verdun van elkaar waren gescheiden. Door toedoen van huwelijkspolitiek was Lodewijk gehuwd met de dochter van Jan III, Margaretha van Brabant. Lodewijk van Male regelde met zijn hulp van moeder, Margaretha van Frankrijk ook een huwelijk voor dochter en enige erfgename Margaretha van Male met Filips de Stoute, hertog van Bourgondië en jongere broer van de Franse koning Karel V. Het huwelijk werd te Gent gesloten op 19 juni 1369. Dit was het begin van de Bourgondische personele unie in de Nederlanden.
De aanwezigheid van een aantal grote steden in het graafschap Vlaanderen maakte dat het niet zonder hun medezeggenschap kon. De scabini Flandriae waren vertegenwoordigingen van de hoofdsteden die in alle politieke beslissingen ertussen kwamen, vooral die van economische aard. In de 14e eeuw hadden Brugge, Gent en Ieper zich als 'de drie leden van Vlaanderen' gegroepeerd in een quasipermanente raad met beslissingsrecht inzake economische en juridische aangelegenheden en belastingheffing. Zij verruimden hun macht nog bij iedere revolte (zoals in 1379) en verhinderden daardoor de vorming van een bestuursraad de Staten, die uit de drie standen clerus, adel en burgerij was samengesteld, zoals die in Brabant en Henegouwen wel tot stand kwam.
In 1385 had de hertog van Bourgondië de Staten van Brabant in het leven geroepen en er zelfs nog een vertegenwoordiging van de vierde stand, die van de boeren, aan toegevoegd, juist met de bedoeling om de macht van de steden daar enigszins in te perken. En daar was hij deels ook in geslaagd. Maar de onderliggende teneur van politiek bewustzijn bleek ook daar uiteindelijk niet te stuiten. De steden in het hertogdom Brabant waren wel wat later opgekomen dan de Vlaamse maar er manifesteerden zich dezelfde sociale en politieke verschijnselen. Leuven, Brussel, Mechelen, Maastricht en Antwerpen vooral, maar ook de kleinere steden: 's-Hertogenbosch, Tienen en Leeuw, lieten er zich vanaf het einde van de 13e eeuw gelden. De hertogen van Brabant hielden de macht van de gilden en de steden veel langer in toom, en steunden veeleer de patriciërs, die hen op hun beurt geldelijke steun verleenden. Alleen in Mechelen – waar de macht van de hertog afhankelijk was van de eigenlijke opperheer, de bisschop van Luik – konden de gilden grote invloed op het stadsbestuur uitoefenen. Omdat in Brabant de adel machtiger en talrijker was, kozen de hertogen samen met hen ook gemakkelijker de zijde van Frankrijk, maar politiek speelden ze op twee paarden. Nu eens waren ze met de Vlamingen tegen hun graaf, dan weer met de graaf tegen de Vlamingen. In de Guldensporenslag streden zelfs Brabantse ridders aan beide zijden tegelijk.

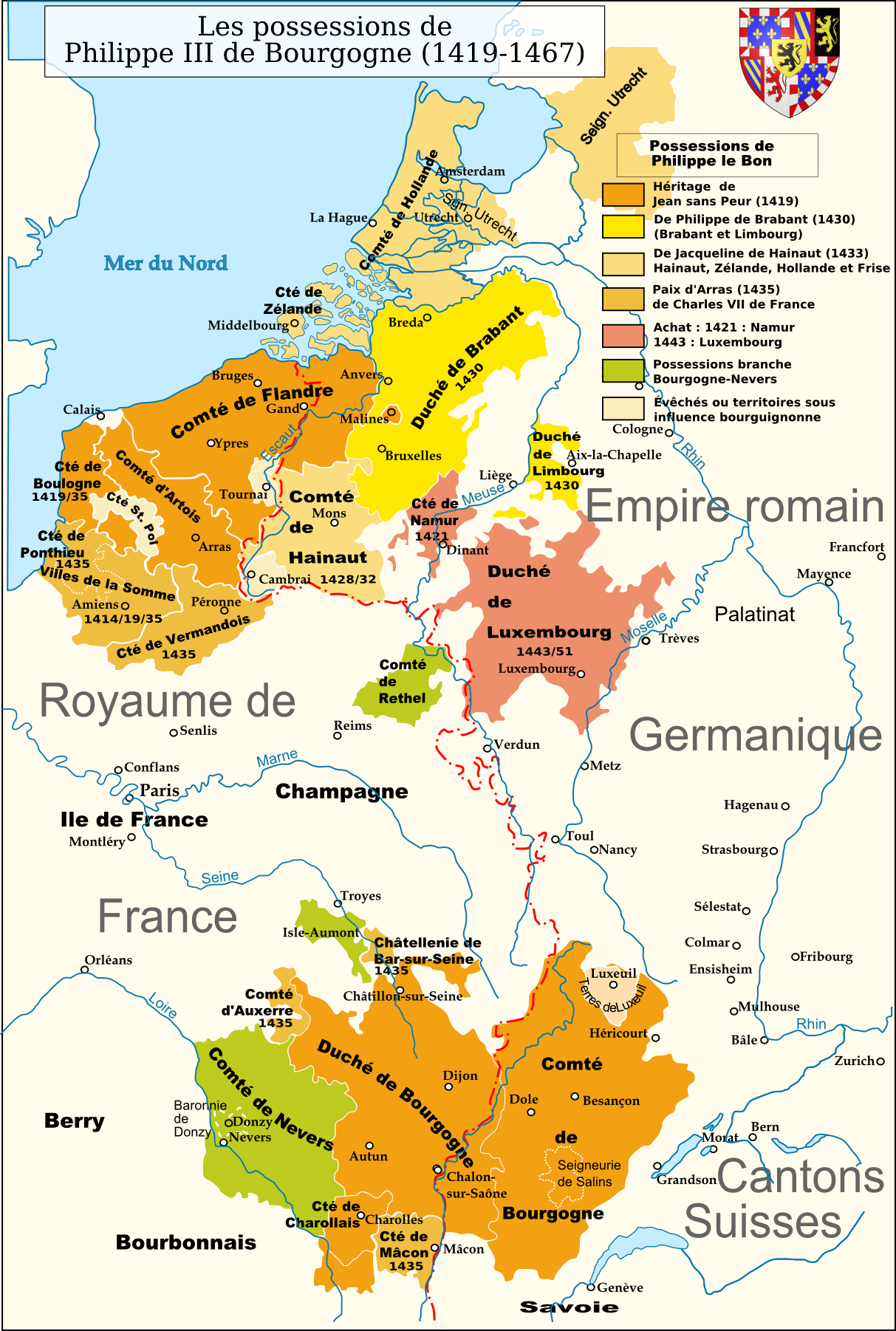
Het Bourgondische rijk onder Filips de Goede met in het noorden de "Landen van herwaarts over"

Door de talrijke oorlogen die de hertogen voerden raakten zij uiteindelijk in grote geldverlegenheid. Daarvan maakten steden gebruik om steeds meer voorrechten af te dwingen, die in de Blijde-Inkomstakte werden vastgelegd. Het Charter van Kortenberg van 1312, het Waalse en Vlaamse Charter van 1314, en zelfs de Gouden Bul in 1349 volgden elkaar op als steeds verdergaande vrijbrieven ter bescherming van de steden en de gilden en hun individuele bewoners, en garandeerden hun afvaardigingen toenemende bevoegdheden inzake staatkundige handelingen. Het summum was het charter van 8 maart 1354, de "Blijde Inkomst" waar ook de adel zich bij aansloot, dat het toenmalige Brabants grondgebied als één en ondeelbaar verklaarde.
In graafschap Holland was dit bewustzijn en de ermee gepaard gaande grote beweging eveneens doorgedrongen. De steden waren daar pas in de 13e eeuw ontstaan, maar al waren ze in het algemeen nog van geringere omvang, toch oefenden de zes grootste, Dordrecht, Leiden, Haarlem, Amsterdam, Gouda, en Delft, er hun invloed uit. De clerus speelde een geringere rol door de afwezigheid van toonaangevende abdijen. Maar de adel had nauwe banden met de patriciërs en roerde zich politiek door de vorming van twee tegenover elkaar staande partijen elk met een eigen standpunt rond de troonsopvolging: de Hoeken en Kabeljauwen, wat ook de steden in twee kampen verdeelde tot ver in de 15e eeuw. In de perioden van 1419-1427, 1440-1445, en opnieuw in de jaren zeventig en tachtig, zagen de vorsten en hun hoge ambtenaren er hun prerogatieven ernstig bedreigd. De graven van Holland hadden intussen echter, vooral dankzij een berekende huwelijkspolitiek, hun positie verstevigd omdat zij daarmee steun vanuit het Duitse gebied genoten.

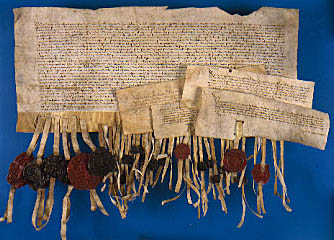
Stichtse Landbrief (bron: Het Utrechts Archief).

In het sticht Utrecht waren het de kerkgemeenschappen van de stad die een belangrijke inbreng leverden in de ontwikkelingen. Ook daar bestond er samenwerking tussen de vorst (de bisschop) en de standen en dus speelde de clerus er een grotere rol. Er werd in 1375 door bisschop Arnold een landelijk charter aangenomen, de Stichtse Landbrief, dat sterk door de Blijde-Inkomstakte van Brabant was geïnspireerd.
In het prinsbisdom Luik daarentegen was een lange en felle strijd nodig tussen de prins-bisschop en de steden, en binnen de steden tussen de patriciërs en de ambachtelijke gilden, om tot een stabiel samenwerkingsverband te komen. Het kwam erop neer dat de vorst zich tot de standen moest wenden voor geldelijke ondersteuning, die vaak slechts in beperkte mate werd toegestemd.
Gelderland liet op zich wachten inzake territoriale bevestiging tot gewest omdat Hertog Willem(bewind van 1379–1402) eigen inkomsten had weten te vinden uit zijn veldtochten in dienst van de Engelse en later de Franse koning. Het was onder zijn opvolgers dat ridders en steden machtiger en onafhankelijker werden. Uiteindelijk verkregen die ook daar hun permanente vertegenwoordiging.
In 1473 verenigden de Overmazers en de Limburgers hun Staten tot de Staten van Limburg en de Landen van Overmaas en zetelden aldus in de Staten-Generaal van de Nederlanden.
Op 5 januari 1477 sneuvelde hertog Karel de Stoute in de slag bij Nancy en werd opgevolgd door zijn dochter Maria van Bourgondië.
Op 25 maart 1482 overleed de vijfentwintigjarige aartshertogin Maria na een val van haar paard. Haar echtgenoot Maximiliaan van Oostenrijk nam het regentschap waar voor hun vierjarige zoon Filips I van Castilië. Dit vormde het begin van de Habsburgse Nederlanden.
In het begin van 16e eeuw verspreidden de protestantse reformatie, Maarten Luthers ideeën (Lutheranisme), Huldrych Zwingli's (Anabaptisme) en Johannes Calvijn (calvinisme), onder andere door de drukpers zich snel over Europa. In 1550 kondigde keizer Karel V het Bloedplakkaat af, de godsdienstordonnantie die ketters gedrag beantwoordt met de doodstraf en inbeslagname van alle goederen. Na de Beeldenstorm in 1566 stuurde zijn zoon Filips II van Spanje de hertog van Alva naar de Nederlanden. Met een leger van 10.000 man kwam Alva in augustus 1567 in Brussel aan. De Tachtigjarige Oorlog was hiermee begonnen.